# Tour de l'Ain 2013
Le Tour de l'Ain 2013 est la 25e édition de la course cycliste et se déroulera du 9 au 13 août 2013. Débutant par un prologue à Trévoux, il se termine à Belley, 34 kilomètres après le franchissement du col du Grand Colombier.

## Participation
Classé en catégorie 2.1 de l'UCI Europe Tour, le Tour de l'Ain est par conséquent ouvert aux UCI ProTeams dans la limite de 50 % des équipes participantes, aux équipes continentales professionnelles, aux équipes continentales et à des équipes nationales,
| ProTeams (7)- AG2R La Mondiale - Belkin - FDJ.fr - Garmin Sharp - Omega Pharma-Quick Step - Saxo-Tinkoff - Vacansoleil-DCM Équipes continentales professionnelles (7)- Androni Giocattoli-Venezuela - Bretagne-Séché Environnement - Cofidis, Solutions Crédits - Colombia - Team Europcar - IAM Cycling - Sojasun Équipes continentales (5)- BigMat-Auber 93 - La Pomme Marseille - Rabobank Continental - Roubaix Lille Métropole - 472-Colombia Équipe nationale- France espoirs |
| |

L'équipe 472-Colombia concourrait avec l'équipe des moins de 23 ans de la formation et était présentée par les organisateurs comme la sélection nationale colombienne Espoir.

## Les étapes
Comme les années précédentes, le Tour de l'Ain se dispute sur cinq jours de course sur un parcours dévoilé le 17 novembre 2012.
| Étape     | Date    | Villes étapes                     | type                        | Distance (km) | Vainqueur d'étape | Leader du classement général |
| --------- | ------- | --------------------------------- | --------------------------- | ------------- | ----------------- | ---------------------------- |
| Prologue  | 9 août  | Trévoux – Trévoux                 | contre-la-montre individuel | 4,5           | Gianni Meersman   | Gianni Meersman              |
| 1re étape | 10 août | Lagnieu – Bourg-en-Bresse         |                             | 156,2         | Leonardo Duque    | Gianni Meersman              |
| 2e étape  | 11 août | ferme-musée de la Forêt – Oyonnax |                             | 147,6         | Grega Bole        | Fabio Felline                |
| 3e étape  | 12 août | Izernore – Lélex                  |                             | 137,9         | Luis León Sánchez | Tom-Jelte Slagter            |
| 4e étape  | 13 août | Nantua – Belley                   |                             | 134,3         | Wout Poels        | Romain Bardet                |

## Déroulement de la course

### Prologue

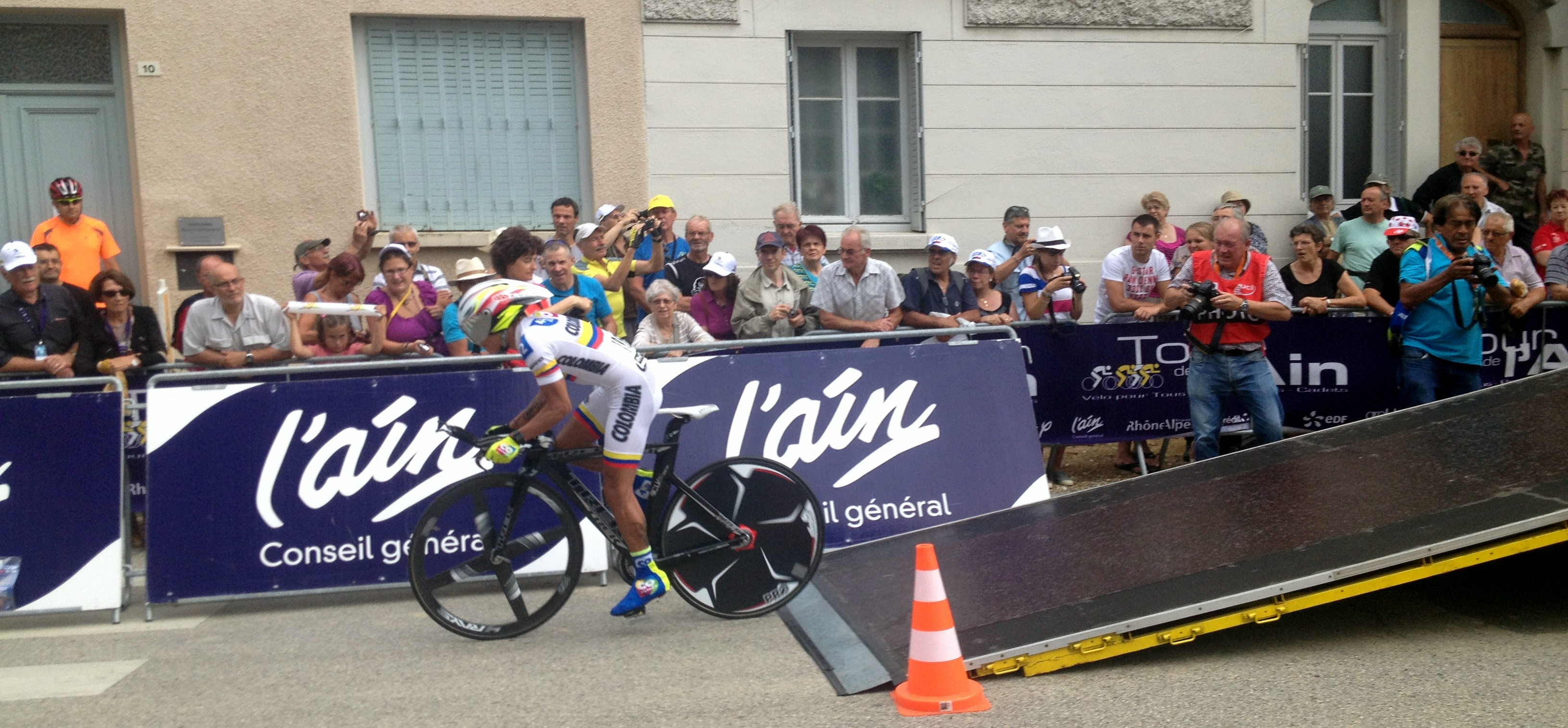
Coureur de la Colombia au départ.
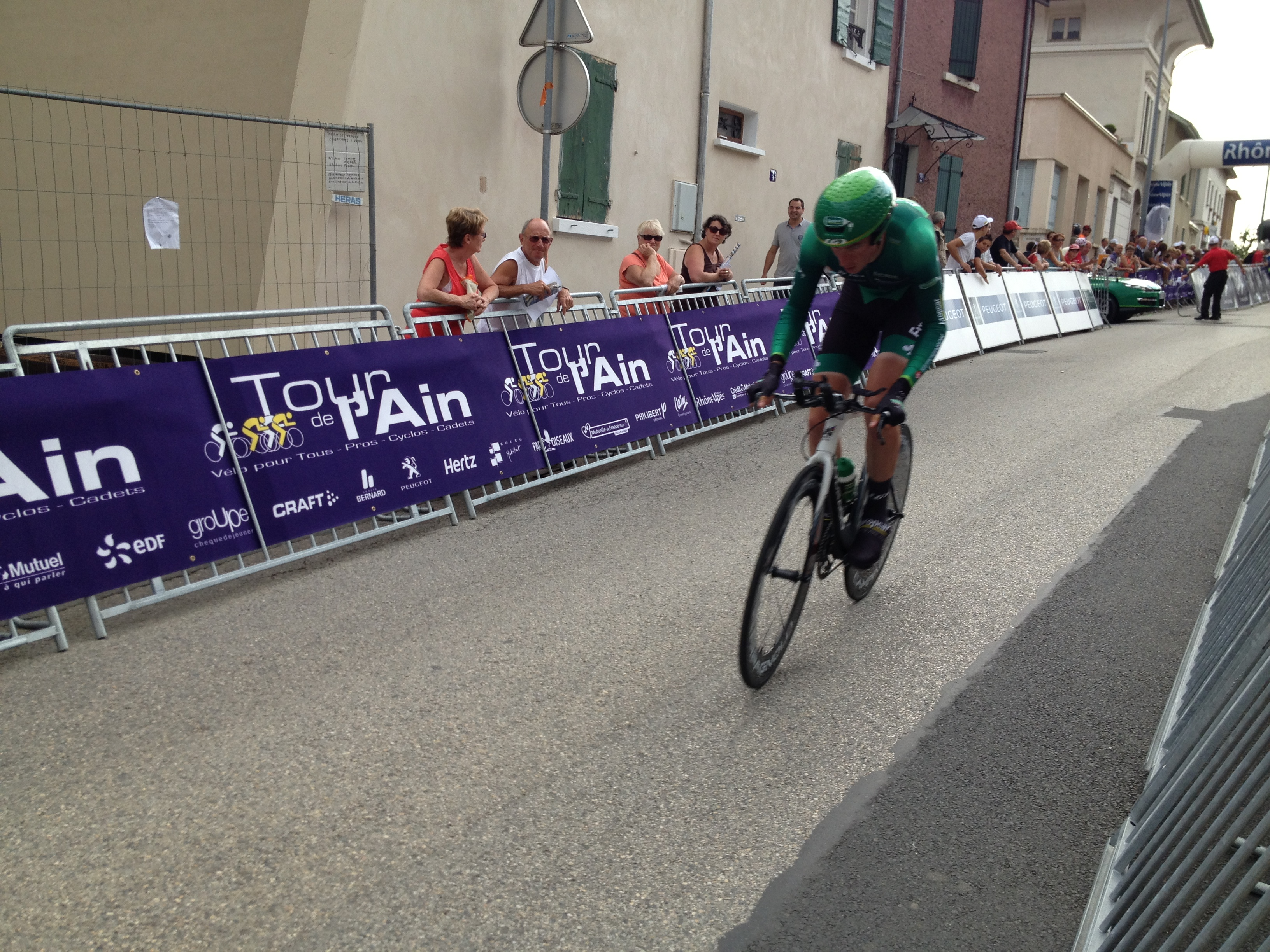
Coureur d'Europcar effectuant le prologue.
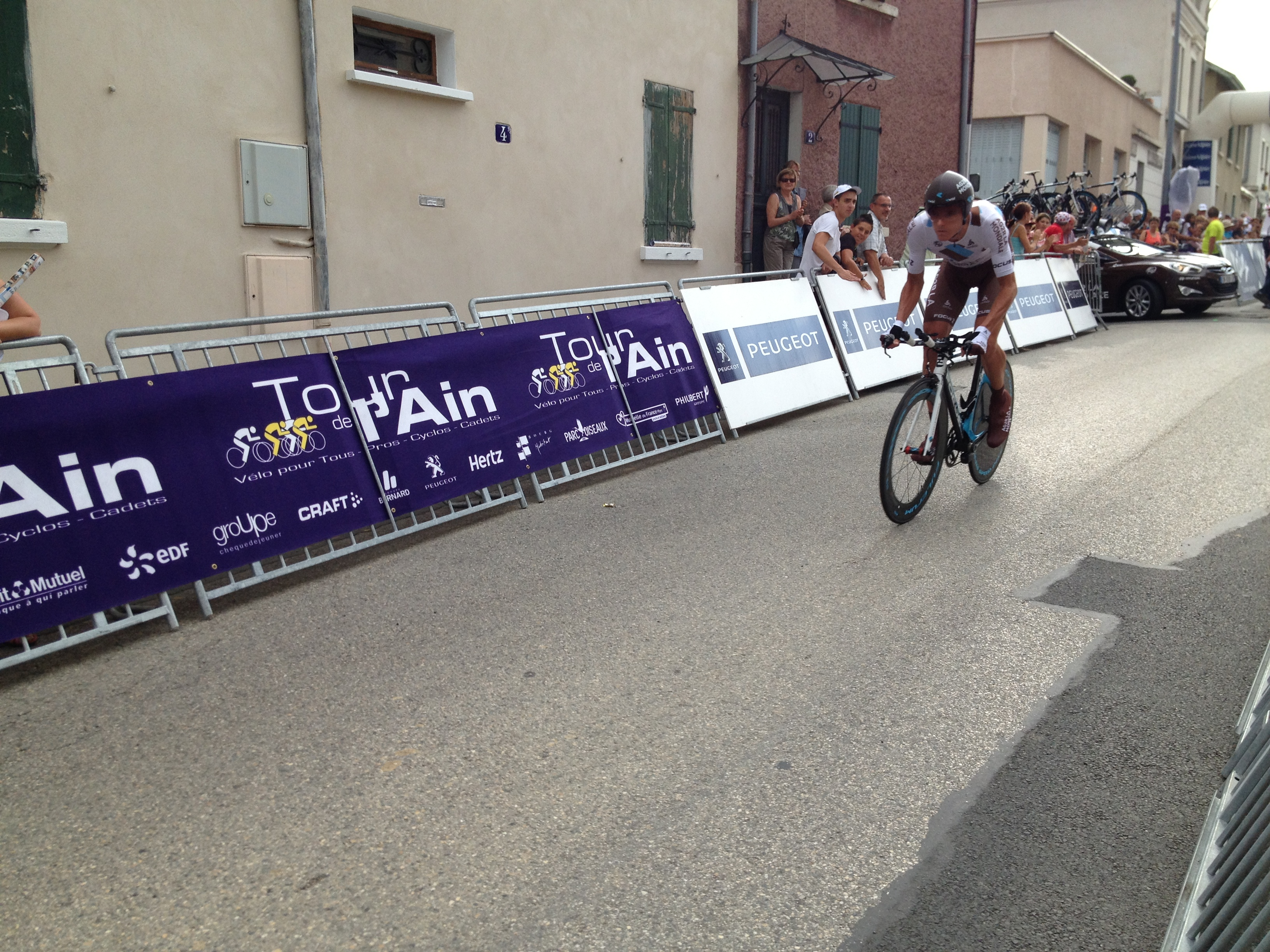
Coureur d'AG2r-La Mondiale.
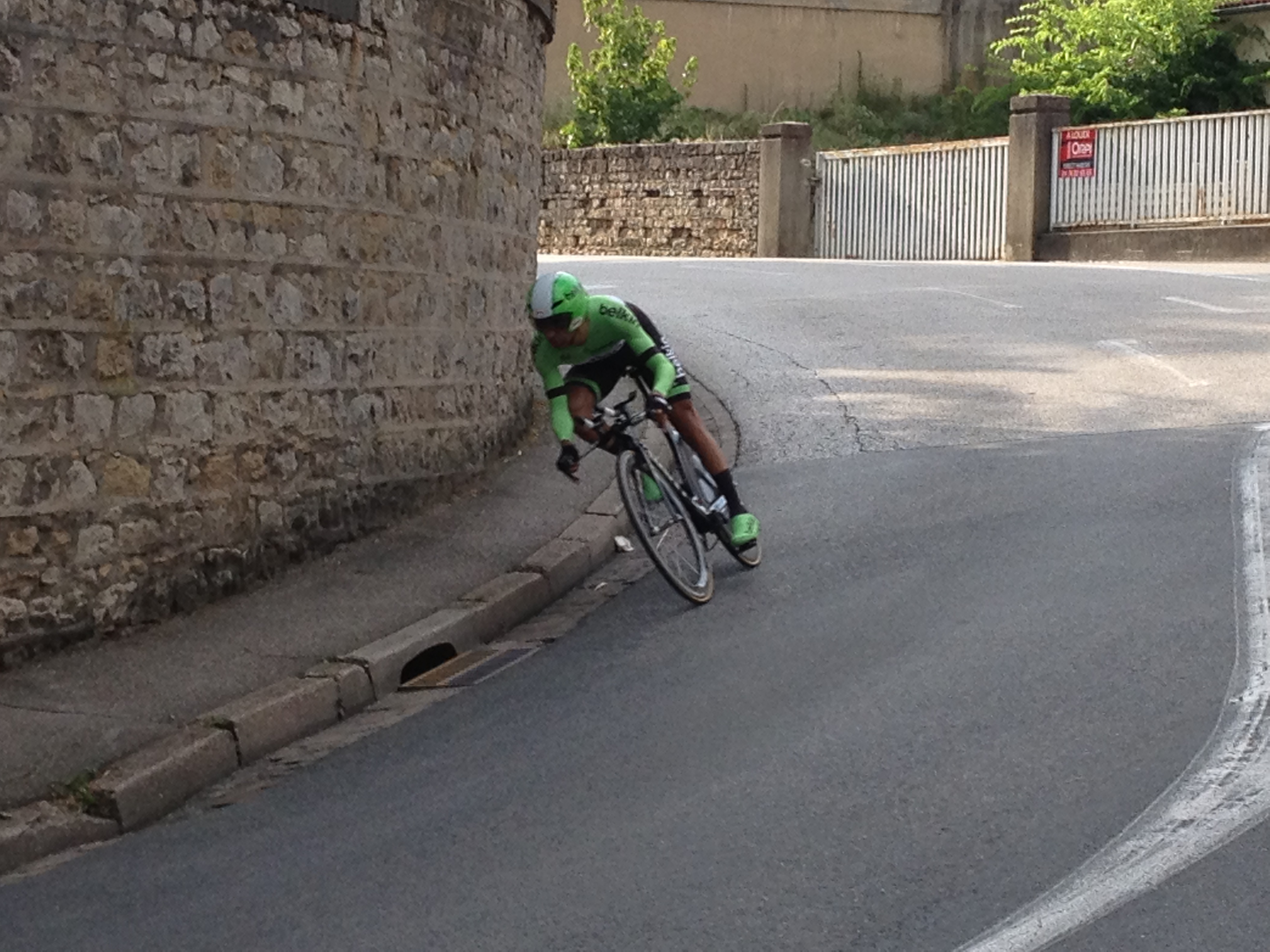
Coureur Belkin en cours de prologue.

| \| Classement de l'étape \| Classement de l'étape \| Classement de l'étape \| Classement de l'étape \| Classement de l'étape \| \| Coureur \| Coureur \| Pays \| Équipe \| Temps \| \| --------------------- \| --------------------- \| --------------------- \| ---------------------------- \| --------------------- \| \| 1er \| Gianni Meersman \| Belgique \| Omega Pharma-Quick Step \| 5 min 31 s \| \| 2e \| Dries Devenyns \| Belgique \| Omega Pharma-Quick Step \| + 0 s \| \| 3e \| Arnaud Gérard \| France \| Bretagne-Séché Environnement \| + 1 s \| \| 4e \| Stef Clement \| Pays-Bas \| Belkin \| + 2 s \| \| 5e \| Tom-Jelte Slagter \| Pays-Bas \| Belkin \| + 2 s \| \| 6e \| Fabio Felline \| Italie \| Androni Giocattoli-Venezuela \| + 2 s \| \| 7e \| Adrien Petit \| France \| Cofidis, Solutions Crédits \| + 3 s \| \| 8e \| Matthias Brändle \| Autriche \| IAM Cycling \| + 3 s \| \| 9e \| Nikolas Maes \| Belgique \| Omega Pharma-Quick Step \| + 4 s \| \| 10e \| Martijn Keizer \| Pays-Bas \| Vacansoleil-DCM \| + 4 s \| |                   |          |                              |            |
| |                   |          |                              |            |
| Sources : ProCyclingStats Cycling Archives |                   |          |                              |            |
| Classement de l'étape |                   |          |                              |            |
| Coureur | Coureur           | Pays     | Équipe                       | Temps      |
| 1er | Gianni Meersman   | Belgique | Omega Pharma-Quick Step      | 5 min 31 s |
| 2e | Dries Devenyns    | Belgique | Omega Pharma-Quick Step      | + 0 s      |
| 3e | Arnaud Gérard     | France   | Bretagne-Séché Environnement | + 1 s      |
| 4e | Stef Clement      | Pays-Bas | Belkin                       | + 2 s      |
| 5e | Tom-Jelte Slagter | Pays-Bas | Belkin                       | + 2 s      |
| 6e | Fabio Felline     | Italie   | Androni Giocattoli-Venezuela | + 2 s      |
| 7e | Adrien Petit      | France   | Cofidis, Solutions Crédits   | + 3 s      |
| 8e | Matthias Brändle  | Autriche | IAM Cycling                  | + 3 s      |
| 9e | Nikolas Maes      | Belgique | Omega Pharma-Quick Step      | + 4 s      |
| 10e | Martijn Keizer    | Pays-Bas | Vacansoleil-DCM              | + 4 s      |

| \| Classement général \| Classement général \| Classement général \| Classement général \| Classement général \| \| Coureur \| Coureur \| Pays \| Équipe \| Temps \| \| ------------------ \| ------------------ \| ------------------ \| ---------------------------- \| ------------------ \| \| 1er \| Gianni Meersman \| Belgique \| Omega Pharma-Quick Step \| 5 min 31 s \| \| 2e \| Dries Devenyns \| Belgique \| Omega Pharma-Quick Step \| + 0 s \| \| 3e \| Arnaud Gérard \| France \| Bretagne-Séché Environnement \| + 1 s \| \| 4e \| Stef Clement \| Pays-Bas \| Belkin \| + 2 s \| \| 5e \| Tom-Jelte Slagter \| Pays-Bas \| Belkin \| + 2 s \| \| 6e \| Fabio Felline \| Italie \| Androni Giocattoli-Venezuela \| + 2 s \| \| 7e \| Adrien Petit \| France \| Cofidis, Solutions Crédits \| + 3 s \| \| 8e \| Matthias Brändle \| Autriche \| IAM Cycling \| + 3 s \| \| 9e \| Nikolas Maes \| Belgique \| Omega Pharma-Quick Step \| + 4 s \| \| 10e \| Martijn Keizer \| Pays-Bas \| Vacansoleil-DCM \| + 4 s \| |                   |          |                              |            |
| |                   |          |                              |            |
| Sources : ProCyclingStats Cycling Archives |                   |          |                              |            |
| Classement général |                   |          |                              |            |
| Coureur | Coureur           | Pays     | Équipe                       | Temps      |
| 1er | Gianni Meersman   | Belgique | Omega Pharma-Quick Step      | 5 min 31 s |
| 2e | Dries Devenyns    | Belgique | Omega Pharma-Quick Step      | + 0 s      |
| 3e | Arnaud Gérard     | France   | Bretagne-Séché Environnement | + 1 s      |
| 4e | Stef Clement      | Pays-Bas | Belkin                       | + 2 s      |
| 5e | Tom-Jelte Slagter | Pays-Bas | Belkin                       | + 2 s      |
| 6e | Fabio Felline     | Italie   | Androni Giocattoli-Venezuela | + 2 s      |
| 7e | Adrien Petit      | France   | Cofidis, Solutions Crédits   | + 3 s      |
| 8e | Matthias Brändle  | Autriche | IAM Cycling                  | + 3 s      |
| 9e | Nikolas Maes      | Belgique | Omega Pharma-Quick Step      | + 4 s      |
| 10e | Martijn Keizer    | Pays-Bas | Vacansoleil-DCM              | + 4 s      |

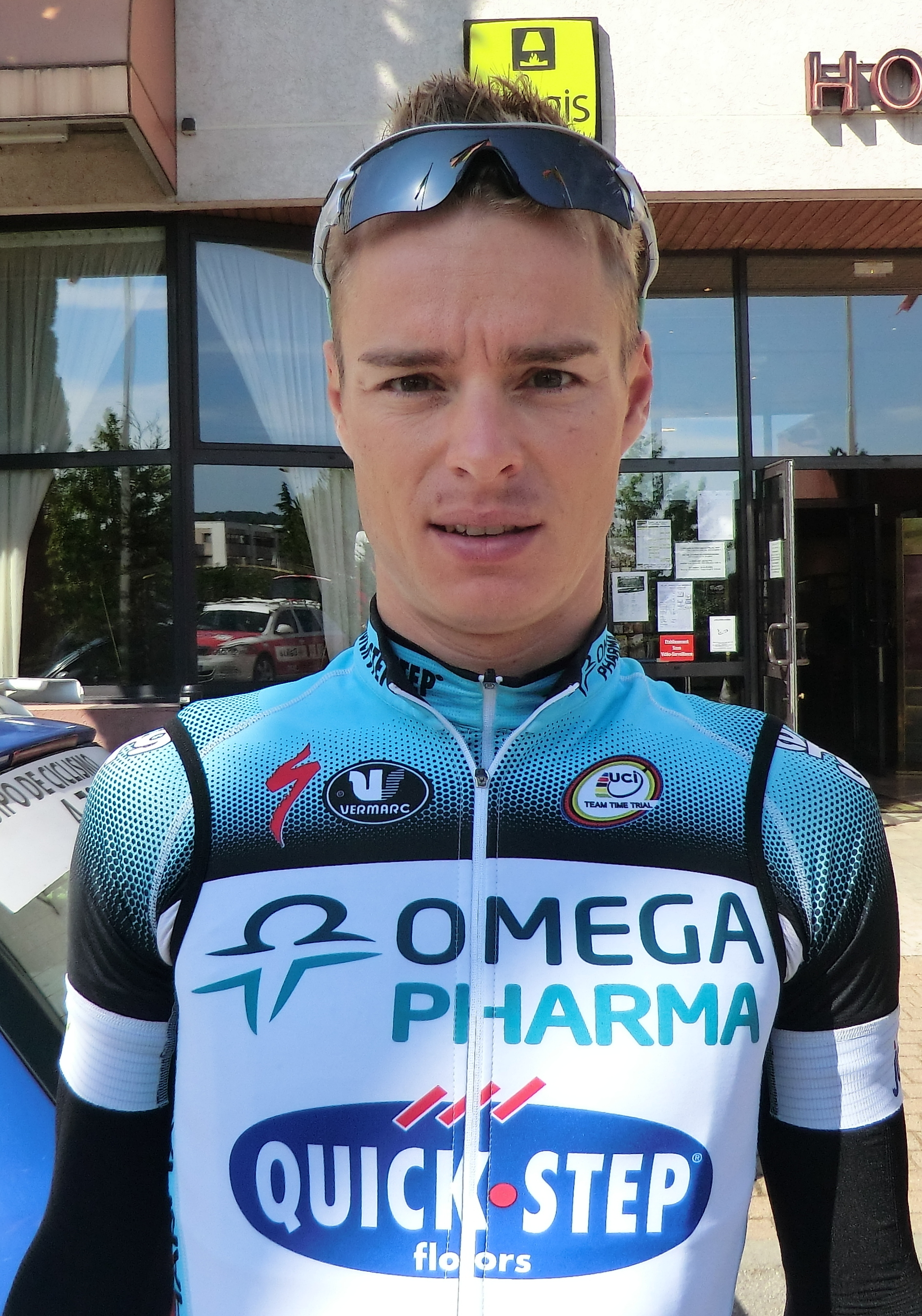
Gianni Meersman, le matin de sa victoire dans le prologue du Tour de l'Ain 2013.
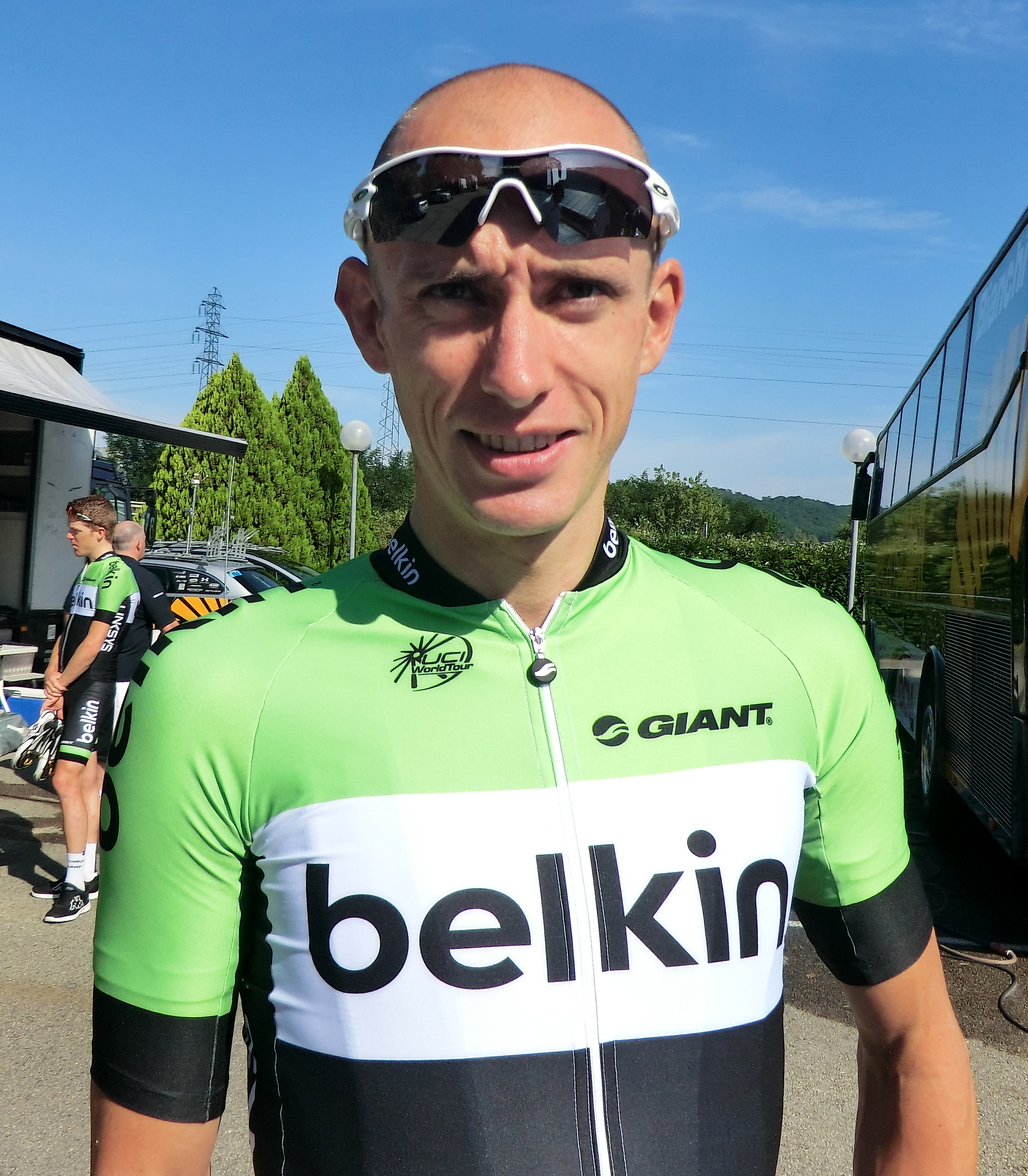
Stef Clement, quelques heures avant sa 4e place du prologue.
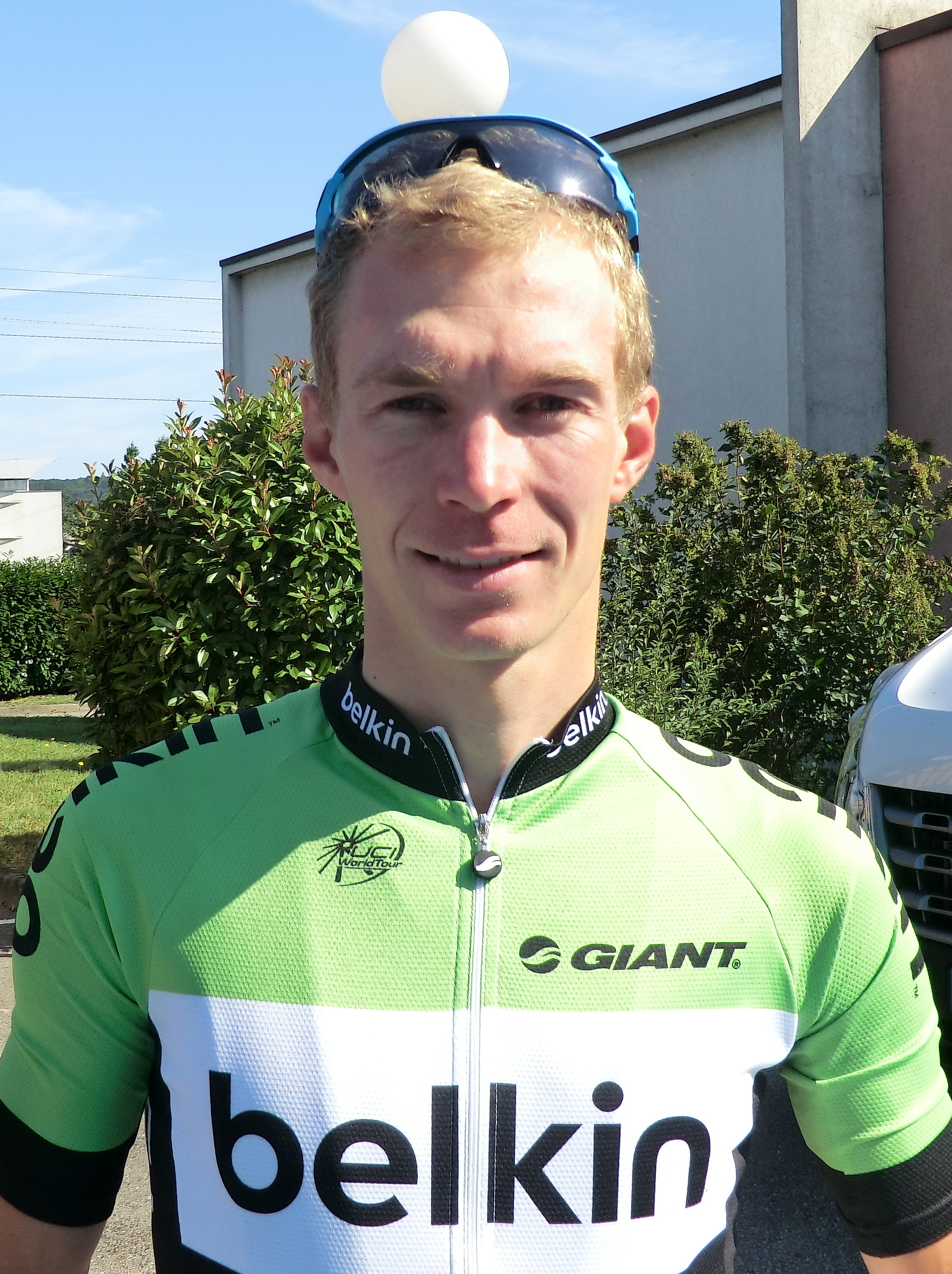
Tom-Jelte Slagter, quelques heures avant sa 5e place du prologue.
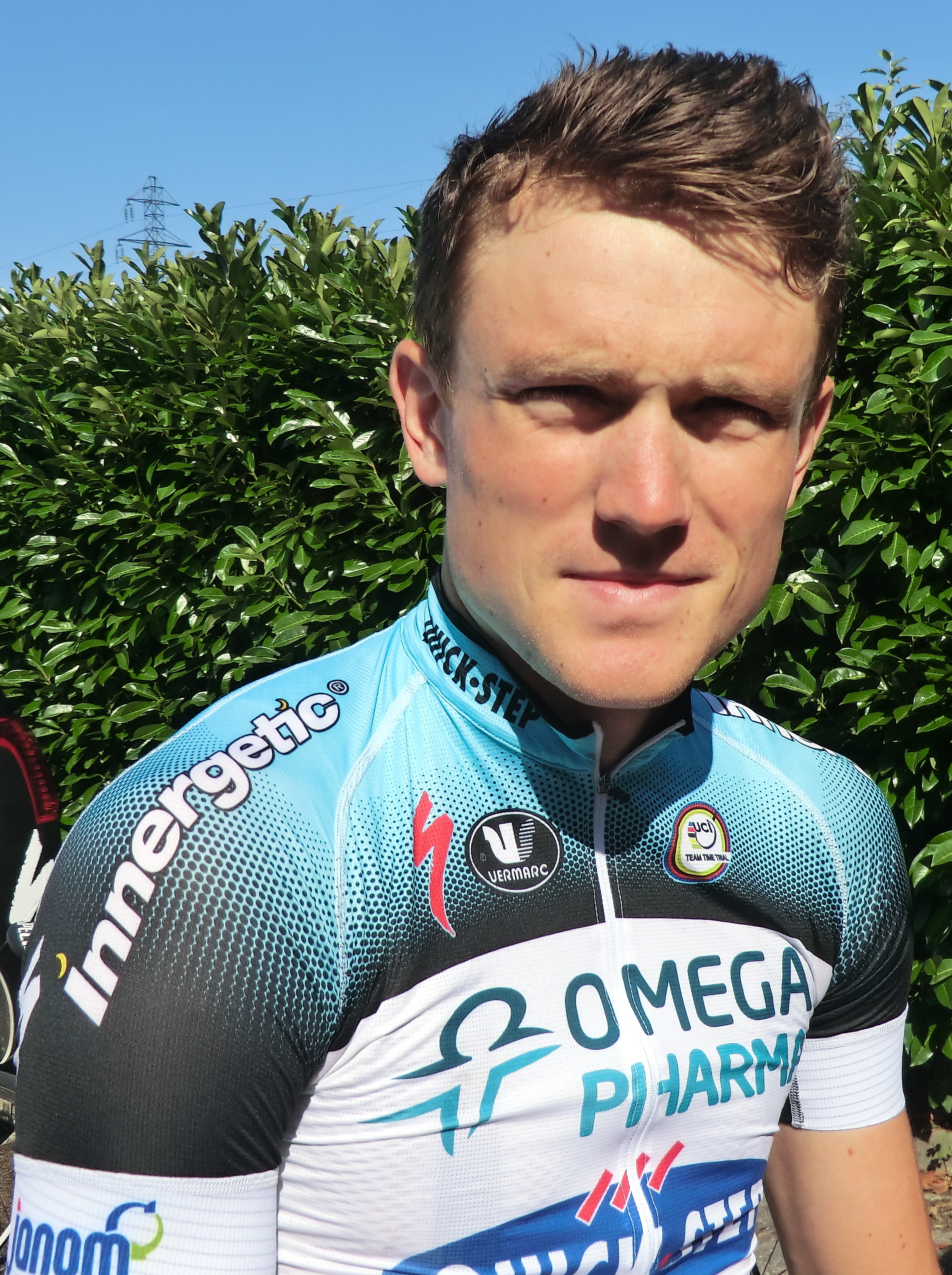
Andrew Fenn, quelques heures avant sa 9e place du prologue.

### 1reétape
| \| Classement de l'étape \| Classement de l'étape \| Classement de l'étape \| Classement de l'étape \| Classement de l'étape \| \| Coureur \| Coureur \| Pays \| Équipe \| Temps \| \| --------------------- \| --------------------- \| --------------------- \| ---------------------------- \| --------------------- \| \| 1er \| Leonardo Duque \| Colombie \| Colombia \| 3 h 45 min 23 s \| \| 2e \| Yannick Martinez \| France \| La Pomme Marseille \| + 0 s \| \| 3e \| Romain Feillu \| France \| Vacansoleil-DCM \| + 0 s \| \| 4e \| Nikolas Maes \| Belgique \| Omega Pharma-Quick Step \| + 0 s \| \| 5e \| Steele Von Hoff \| Australie \| Garmin-Sharp \| + 0 s \| \| 6e \| Andrew Fenn \| Royaume-Uni \| Omega Pharma-Quick Step \| + 0 s \| \| 7e \| Fabio Felline \| Italie \| Androni Giocattoli-Venezuela \| + 0 s \| \| 8e \| Julian Alaphilippe \| France \| France espoirs \| + 0 s \| \| 9e \| Nacer Bouhanni \| France \| FDJ.fr \| + 0 s \| \| 10e \| Rick Zabel \| Allemagne \| Rabobank Development \| + 0 s \| |                    |             |                              |                 |
| |                    |             |                              |                 |
| Sources : ProCyclingStats Cycling Archives |                    |             |                              |                 |
| Classement de l'étape |                    |             |                              |                 |
| Coureur | Coureur            | Pays        | Équipe                       | Temps           |
| 1er | Leonardo Duque     | Colombie    | Colombia                     | 3 h 45 min 23 s |
| 2e | Yannick Martinez   | France      | La Pomme Marseille           | + 0 s           |
| 3e | Romain Feillu      | France      | Vacansoleil-DCM              | + 0 s           |
| 4e | Nikolas Maes       | Belgique    | Omega Pharma-Quick Step      | + 0 s           |
| 5e | Steele Von Hoff    | Australie   | Garmin-Sharp                 | + 0 s           |
| 6e | Andrew Fenn        | Royaume-Uni | Omega Pharma-Quick Step      | + 0 s           |
| 7e | Fabio Felline      | Italie      | Androni Giocattoli-Venezuela | + 0 s           |
| 8e | Julian Alaphilippe | France      | France espoirs               | + 0 s           |
| 9e | Nacer Bouhanni     | France      | FDJ.fr                       | + 0 s           |
| 10e | Rick Zabel         | Allemagne   | Rabobank Development         | + 0 s           |

| \| Classement général \| Classement général \| Classement général \| Classement général \| Classement général \| \| Coureur \| Coureur \| Pays \| Équipe \| Temps \| \| ------------------ \| ------------------ \| ------------------ \| ---------------------------- \| ------------------ \| \| 1er \| Gianni Meersman \| Belgique \| Omega Pharma-Quick Step \| 3 h 50 min 54 s \| \| 2e \| Dries Devenyns \| Belgique \| Omega Pharma-Quick Step \| + 0 s \| \| 3e \| Arnaud Gérard \| France \| Bretagne-Séché Environnement \| + 1 s \| \| 4e \| Stef Clement \| Pays-Bas \| Belkin \| + 2 s \| \| 5e \| Leonardo Duque \| Colombie \| Colombia \| + 2 s \| \| 6e \| Tom-Jelte Slagter \| Pays-Bas \| Belkin \| + 2 s \| \| 7e \| Fabio Felline \| Italie \| Androni Giocattoli-Venezuela \| + 2 s \| \| 8e \| Adrien Petit \| France \| Cofidis, Solutions Crédits \| + 3 s \| \| 9e \| Matthias Brändle \| Autriche \| IAM Cycling \| + 3 s \| \| 10e \| Nikolas Maes \| Belgique \| Omega Pharma-Quick Step \| + 4 s \| |                   |          |                              |                 |
| |                   |          |                              |                 |
| Sources : ProCyclingStats Cycling Archives |                   |          |                              |                 |
| Classement général |                   |          |                              |                 |
| Coureur | Coureur           | Pays     | Équipe                       | Temps           |
| 1er | Gianni Meersman   | Belgique | Omega Pharma-Quick Step      | 3 h 50 min 54 s |
| 2e | Dries Devenyns    | Belgique | Omega Pharma-Quick Step      | + 0 s           |
| 3e | Arnaud Gérard     | France   | Bretagne-Séché Environnement | + 1 s           |
| 4e | Stef Clement      | Pays-Bas | Belkin                       | + 2 s           |
| 5e | Leonardo Duque    | Colombie | Colombia                     | + 2 s           |
| 6e | Tom-Jelte Slagter | Pays-Bas | Belkin                       | + 2 s           |
| 7e | Fabio Felline     | Italie   | Androni Giocattoli-Venezuela | + 2 s           |
| 8e | Adrien Petit      | France   | Cofidis, Solutions Crédits   | + 3 s           |
| 9e | Matthias Brändle  | Autriche | IAM Cycling                  | + 3 s           |
| 10e | Nikolas Maes      | Belgique | Omega Pharma-Quick Step      | + 4 s           |

### 2eétape
| \| Classement de l'étape \| Classement de l'étape \| Classement de l'étape \| Classement de l'étape \| Classement de l'étape \| \| Coureur \| Coureur \| Pays \| Équipe \| Temps \| \| --------------------- \| --------------------- \| --------------------- \| ---------------------------- \| --------------------- \| \| 1er \| Grega Bole \| Slovénie \| Vacansoleil-DCM \| 3 h 35 min 04 s \| \| 2e \| Fabio Felline \| Italie \| Androni Giocattoli-Venezuela \| + 0 s \| \| 3e \| Fabian Wegmann \| Allemagne \| Garmin-Sharp \| + 0 s \| \| 4e \| Yannick Martinez \| France \| La Pomme Marseille \| + 0 s \| \| 5e \| Pieter Serry \| Belgique \| Omega Pharma-Quick Step \| + 0 s \| \| 6e \| Wout Poels \| Pays-Bas \| Vacansoleil-DCM \| + 0 s \| \| 7e \| Riccardo Chiarini \| Italie \| Androni Giocattoli-Venezuela \| + 0 s \| \| 8e \| Alex Howes \| États-Unis \| Garmin-Sharp \| + 0 s \| \| 9e \| Romain Bardet \| France \| AG2R La Mondiale \| + 0 s \| \| 10e \| Bruno Pires \| Portugal \| Saxo-Tinkoff \| + 0 s \| |                   |            |                              |                 |
| |                   |            |                              |                 |
| Sources : ProCyclingStats Cycling Archives |                   |            |                              |                 |
| Classement de l'étape |                   |            |                              |                 |
| Coureur | Coureur           | Pays       | Équipe                       | Temps           |
| 1er | Grega Bole        | Slovénie   | Vacansoleil-DCM              | 3 h 35 min 04 s |
| 2e | Fabio Felline     | Italie     | Androni Giocattoli-Venezuela | + 0 s           |
| 3e | Fabian Wegmann    | Allemagne  | Garmin-Sharp                 | + 0 s           |
| 4e | Yannick Martinez  | France     | La Pomme Marseille           | + 0 s           |
| 5e | Pieter Serry      | Belgique   | Omega Pharma-Quick Step      | + 0 s           |
| 6e | Wout Poels        | Pays-Bas   | Vacansoleil-DCM              | + 0 s           |
| 7e | Riccardo Chiarini | Italie     | Androni Giocattoli-Venezuela | + 0 s           |
| 8e | Alex Howes        | États-Unis | Garmin-Sharp                 | + 0 s           |
| 9e | Romain Bardet     | France     | AG2R La Mondiale             | + 0 s           |
| 10e | Bruno Pires       | Portugal   | Saxo-Tinkoff                 | + 0 s           |

| \| Classement général \| Classement général \| Classement général \| Classement général \| Classement général \| \| Coureur \| Coureur \| Pays \| Équipe \| Temps \| \| ------------------ \| ------------------ \| ------------------ \| ---------------------------- \| ------------------ \| \| 1er \| Fabio Felline \| Italie \| Androni Giocattoli-Venezuela \| 7 h 25 min 54 s \| \| 2e \| Dries Devenyns \| Belgique \| Omega Pharma-Quick Step \| + 4 s \| \| 3e \| Arnaud Gérard \| France \| Bretagne-Séché Environnement \| + 5 s \| \| 4e \| Stef Clement \| Pays-Bas \| Belkin \| + 6 s \| \| 5e \| Tom-Jelte Slagter \| Pays-Bas \| Belkin \| + 6 s \| \| 6e \| Matthias Brändle \| Autriche \| IAM Cycling \| + 7 s \| \| 7e \| Jérôme Coppel \| France \| Cofidis, Solutions Crédits \| + 9 s \| \| 8e \| Grega Bole \| Slovénie \| Vacansoleil-DCM \| + 11 s \| \| 9e \| Sérgio Paulinho \| Portugal \| Saxo-Tinkoff \| + 11 s \| \| 10e \| Matthieu Boulo \| France \| Roubaix Lille Métropole \| + 13 s \| |                   |          |                              |                 |
| |                   |          |                              |                 |
| Sources : ProCyclingStats Cycling Archives |                   |          |                              |                 |
| Classement général |                   |          |                              |                 |
| Coureur | Coureur           | Pays     | Équipe                       | Temps           |
| 1er | Fabio Felline     | Italie   | Androni Giocattoli-Venezuela | 7 h 25 min 54 s |
| 2e | Dries Devenyns    | Belgique | Omega Pharma-Quick Step      | + 4 s           |
| 3e | Arnaud Gérard     | France   | Bretagne-Séché Environnement | + 5 s           |
| 4e | Stef Clement      | Pays-Bas | Belkin                       | + 6 s           |
| 5e | Tom-Jelte Slagter | Pays-Bas | Belkin                       | + 6 s           |
| 6e | Matthias Brändle  | Autriche | IAM Cycling                  | + 7 s           |
| 7e | Jérôme Coppel     | France   | Cofidis, Solutions Crédits   | + 9 s           |
| 8e | Grega Bole        | Slovénie | Vacansoleil-DCM              | + 11 s          |
| 9e | Sérgio Paulinho   | Portugal | Saxo-Tinkoff                 | + 11 s          |
| 10e | Matthieu Boulo    | France   | Roubaix Lille Métropole      | + 13 s          |

### 3eétape
La 3e étape relie Izernore à Lélex en empruntant notamment le col de Menthières.

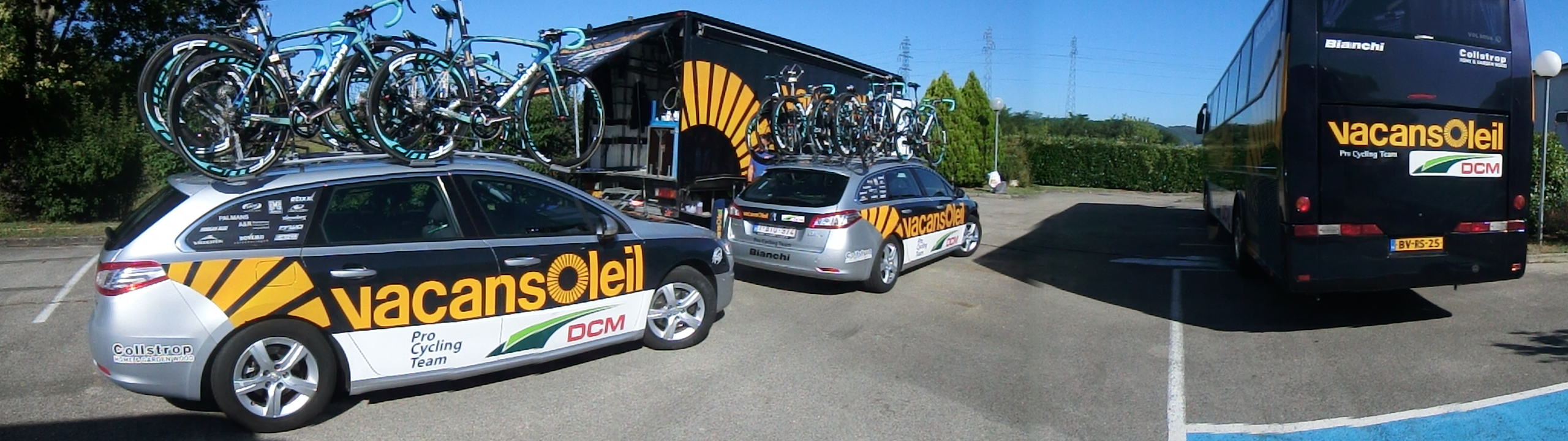
Véhicules Vacansoleil-DCM au matin de la 3e étape.

| \| Classement de l'étape \| Classement de l'étape \| Classement de l'étape \| Classement de l'étape \| Classement de l'étape \| \| Coureur \| Coureur \| Pays \| Équipe \| Temps \| \| --------------------- \| --------------------- \| --------------------- \| ----------------------- \| --------------------- \| \| 1er \| Luis León Sánchez \| Espagne \| Belkin \| 3 h 27 min 58 s \| \| 2e \| Tom-Jelte Slagter \| Pays-Bas \| Belkin \| + 1 s \| \| 3e \| Romain Bardet \| France \| AG2R La Mondiale \| + 1 s \| \| 4e \| John Gadret \| France \| AG2R La Mondiale \| + 1 s \| \| 5e \| Sébastien Reichenbach \| Suisse \| IAM Cycling \| + 1 s \| \| 6e \| Thibaut Pinot \| France \| FDJ.fr \| + 1 s \| \| 7e \| Stéphane Rossetto \| France \| BigMat-Auber 93 \| + 4 s \| \| 8e \| Kenny Elissonde \| France \| FDJ.fr \| + 9 s \| \| 9e \| Pieter Serry \| Belgique \| Omega Pharma-Quick Step \| + 2 min 13 s \| \| 10e \| Wout Poels \| Pays-Bas \| Vacansoleil-DCM \| + 2 min 13 s \| |                       |          |                         |                 |
| |                       |          |                         |                 |
| Sources : ProCyclingStats Cycling Archives |                       |          |                         |                 |
| Classement de l'étape |                       |          |                         |                 |
| Coureur | Coureur               | Pays     | Équipe                  | Temps           |
| 1er | Luis León Sánchez     | Espagne  | Belkin                  | 3 h 27 min 58 s |
| 2e | Tom-Jelte Slagter     | Pays-Bas | Belkin                  | + 1 s           |
| 3e | Romain Bardet         | France   | AG2R La Mondiale        | + 1 s           |
| 4e | John Gadret           | France   | AG2R La Mondiale        | + 1 s           |
| 5e | Sébastien Reichenbach | Suisse   | IAM Cycling             | + 1 s           |
| 6e | Thibaut Pinot         | France   | FDJ.fr                  | + 1 s           |
| 7e | Stéphane Rossetto     | France   | BigMat-Auber 93         | + 4 s           |
| 8e | Kenny Elissonde       | France   | FDJ.fr                  | + 9 s           |
| 9e | Pieter Serry          | Belgique | Omega Pharma-Quick Step | + 2 min 13 s    |
| 10e | Wout Poels            | Pays-Bas | Vacansoleil-DCM         | + 2 min 13 s    |

| \| Classement général \| Classement général \| Classement général \| Classement général \| Classement général \| \| Coureur \| Coureur \| Pays \| Équipe \| Temps \| \| ------------------ \| --------------------- \| ------------------ \| ----------------------- \| ------------------ \| \| 1er \| Tom-Jelte Slagter \| Pays-Bas \| Belkin \| 10 h 53 min 53 s \| \| 2e \| Luis León Sánchez \| Espagne \| Belkin \| + 4 s \| \| 3e \| Stéphane Rossetto \| France \| BigMat-Auber 93 \| + 20 s \| \| 4e \| Romain Bardet \| France \| AG2R La Mondiale \| + 22 s \| \| 5e \| John Gadret \| France \| AG2R La Mondiale \| + 23 s \| \| 6e \| Thibaut Pinot \| France \| FDJ.fr \| + 25 s \| \| 7e \| Sébastien Reichenbach \| Suisse \| IAM Cycling \| + 28 s \| \| 8e \| Kenny Elissonde \| France \| FDJ.fr \| + 30 s \| \| 9e \| Dries Devenyns \| Belgique \| Omega Pharma-Quick Step \| + 2 min 18 s \| \| 10e \| Wout Poels \| Pays-Bas \| Vacansoleil-DCM \| + 2 min 26 s \| |                       |          |                         |                  |
| |                       |          |                         |                  |
| Sources : ProCyclingStats Cycling Archives |                       |          |                         |                  |
| Classement général |                       |          |                         |                  |
| Coureur | Coureur               | Pays     | Équipe                  | Temps            |
| 1er | Tom-Jelte Slagter     | Pays-Bas | Belkin                  | 10 h 53 min 53 s |
| 2e | Luis León Sánchez     | Espagne  | Belkin                  | + 4 s            |
| 3e | Stéphane Rossetto     | France   | BigMat-Auber 93         | + 20 s           |
| 4e | Romain Bardet         | France   | AG2R La Mondiale        | + 22 s           |
| 5e | John Gadret           | France   | AG2R La Mondiale        | + 23 s           |
| 6e | Thibaut Pinot         | France   | FDJ.fr                  | + 25 s           |
| 7e | Sébastien Reichenbach | Suisse   | IAM Cycling             | + 28 s           |
| 8e | Kenny Elissonde       | France   | FDJ.fr                  | + 30 s           |
| 9e | Dries Devenyns        | Belgique | Omega Pharma-Quick Step | + 2 min 18 s     |
| 10e | Wout Poels            | Pays-Bas | Vacansoleil-DCM         | + 2 min 26 s     |

### 4eétape
| \| Classement de l'étape \| Classement de l'étape \| Classement de l'étape \| Classement de l'étape \| Classement de l'étape \| \| Coureur \| Coureur \| Pays \| Équipe \| Temps \| \| --------------------- \| --------------------- \| --------------------- \| ---------------------------- \| --------------------- \| \| 1er \| Wout Poels \| Pays-Bas \| Vacansoleil-DCM \| 3 h 15 min 13 s \| \| 2e \| Romain Bardet \| France \| AG2R La Mondiale \| + 0 s \| \| 3e \| John Gadret \| France \| AG2R La Mondiale \| + 1 min 12 s \| \| 4e \| Sébastien Reichenbach \| Suisse \| IAM Cycling \| + 1 min 25 s \| \| 5e \| Luis León Sánchez \| Espagne \| Belkin \| + 1 min 25 s \| \| 6e \| Hubert Dupont \| France \| AG2R La Mondiale \| + 1 min 25 s \| \| 7e \| Pieter Serry \| Belgique \| Omega Pharma-Quick Step \| + 1 min 46 s \| \| 8e \| Dries Devenyns \| Belgique \| Omega Pharma-Quick Step \| + 1 min 46 s \| \| 9e \| Emanuele Sella \| Italie \| Androni Giocattoli-Venezuela \| + 1 min 46 s \| \| 10e \| Stéphane Rossetto \| France \| BigMat-Auber 93 \| + 1 min 46 s \| |                       |          |                              |                 |
| |                       |          |                              |                 |
| Sources : ProCyclingStats Cycling Archives |                       |          |                              |                 |
| Classement de l'étape |                       |          |                              |                 |
| Coureur | Coureur               | Pays     | Équipe                       | Temps           |
| 1er | Wout Poels            | Pays-Bas | Vacansoleil-DCM              | 3 h 15 min 13 s |
| 2e | Romain Bardet         | France   | AG2R La Mondiale             | + 0 s           |
| 3e | John Gadret           | France   | AG2R La Mondiale             | + 1 min 12 s    |
| 4e | Sébastien Reichenbach | Suisse   | IAM Cycling                  | + 1 min 25 s    |
| 5e | Luis León Sánchez     | Espagne  | Belkin                       | + 1 min 25 s    |
| 6e | Hubert Dupont         | France   | AG2R La Mondiale             | + 1 min 25 s    |
| 7e | Pieter Serry          | Belgique | Omega Pharma-Quick Step      | + 1 min 46 s    |
| 8e | Dries Devenyns        | Belgique | Omega Pharma-Quick Step      | + 1 min 46 s    |
| 9e | Emanuele Sella        | Italie   | Androni Giocattoli-Venezuela | + 1 min 46 s    |
| 10e | Stéphane Rossetto     | France   | BigMat-Auber 93              | + 1 min 46 s    |

| \| Classement général \| Classement général \| Classement général \| Classement général \| Classement général \| \| Coureur \| Coureur \| Pays \| Équipe \| Temps \| \| ------------------ \| --------------------- \| ------------------ \| ----------------------- \| ------------------ \| \| 1er \| Romain Bardet \| France \| AG2R La Mondiale \| 14 h 09 min 22 s \| \| 2e \| Luis León Sánchez \| Espagne \| Belkin \| + 1 min 13 s \| \| 3e \| John Gadret \| France \| AG2R La Mondiale \| + 1 min 15 s \| \| 4e \| Sébastien Reichenbach \| Suisse \| IAM Cycling \| + 1 min 37 s \| \| 5e \| Stéphane Rossetto \| France \| BigMat-Auber 93 \| + 1 min 50 s \| \| 6e \| Thibaut Pinot \| France \| FDJ.fr \| + 1 min 55 s \| \| 7e \| Kenny Elissonde \| France \| FDJ.fr \| + 2 min 00 s \| \| 8e \| Wout Poels \| Pays-Bas \| Vacansoleil-DCM \| + 2 min 00 s \| \| 9e \| Tom-Jelte Slagter \| Pays-Bas \| Belkin \| + 2 min 01 s \| \| 10e \| Dries Devenyns \| Belgique \| Omega Pharma-Quick Step \| + 3 min 48 s \| |                       |          |                         |                  |
| |                       |          |                         |                  |
| Sources : ProCyclingStats Cycling Archives |                       |          |                         |                  |
| Classement général |                       |          |                         |                  |
| Coureur | Coureur               | Pays     | Équipe                  | Temps            |
| 1er | Romain Bardet         | France   | AG2R La Mondiale        | 14 h 09 min 22 s |
| 2e | Luis León Sánchez     | Espagne  | Belkin                  | + 1 min 13 s     |
| 3e | John Gadret           | France   | AG2R La Mondiale        | + 1 min 15 s     |
| 4e | Sébastien Reichenbach | Suisse   | IAM Cycling             | + 1 min 37 s     |
| 5e | Stéphane Rossetto     | France   | BigMat-Auber 93         | + 1 min 50 s     |
| 6e | Thibaut Pinot         | France   | FDJ.fr                  | + 1 min 55 s     |
| 7e | Kenny Elissonde       | France   | FDJ.fr                  | + 2 min 00 s     |
| 8e | Wout Poels            | Pays-Bas | Vacansoleil-DCM         | + 2 min 00 s     |
| 9e | Tom-Jelte Slagter     | Pays-Bas | Belkin                  | + 2 min 01 s     |
| 10e | Dries Devenyns        | Belgique | Omega Pharma-Quick Step | + 3 min 48 s     |

## Classements finals

### Classement général
| \| Classement général \| Classement général \| Classement général \| Classement général \| Classement général \| \| Coureur \| Coureur \| Pays \| Équipe \| Temps \| \| ------------------ \| --------------------- \| ------------------ \| ----------------------- \| ------------------ \| \| 1er \| Romain Bardet \| France \| AG2R La Mondiale \| 14 h 09 min 22 s \| \| 2e \| Luis León Sánchez \| Espagne \| Belkin \| + 1 min 13 s \| \| 3e \| John Gadret \| France \| AG2R La Mondiale \| + 1 min 15 s \| \| 4e \| Sébastien Reichenbach \| Suisse \| IAM Cycling \| + 1 min 37 s \| \| 5e \| Stéphane Rossetto \| France \| BigMat-Auber 93 \| + 1 min 50 s \| \| 6e \| Thibaut Pinot \| France \| FDJ.fr \| + 1 min 55 s \| \| 7e \| Kenny Elissonde \| France \| FDJ.fr \| + 2 min 00 s \| \| 8e \| Wout Poels \| Pays-Bas \| Vacansoleil-DCM \| + 2 min 00 s \| \| 9e \| Tom-Jelte Slagter \| Pays-Bas \| Belkin \| + 2 min 01 s \| \| 10e \| Dries Devenyns \| Belgique \| Omega Pharma-Quick Step \| + 3 min 48 s \| |                       |          |                         |                  |
| |                       |          |                         |                  |
| Sources : ProCyclingStats Cycling Archives |                       |          |                         |                  |
| Classement général |                       |          |                         |                  |
| Coureur | Coureur               | Pays     | Équipe                  | Temps            |
| 1er | Romain Bardet         | France   | AG2R La Mondiale        | 14 h 09 min 22 s |
| 2e | Luis León Sánchez     | Espagne  | Belkin                  | + 1 min 13 s     |
| 3e | John Gadret           | France   | AG2R La Mondiale        | + 1 min 15 s     |
| 4e | Sébastien Reichenbach | Suisse   | IAM Cycling             | + 1 min 37 s     |
| 5e | Stéphane Rossetto     | France   | BigMat-Auber 93         | + 1 min 50 s     |
| 6e | Thibaut Pinot         | France   | FDJ.fr                  | + 1 min 55 s     |
| 7e | Kenny Elissonde       | France   | FDJ.fr                  | + 2 min 00 s     |
| 8e | Wout Poels            | Pays-Bas | Vacansoleil-DCM         | + 2 min 00 s     |
| 9e | Tom-Jelte Slagter     | Pays-Bas | Belkin                  | + 2 min 01 s     |
| 10e | Dries Devenyns        | Belgique | Omega Pharma-Quick Step | + 3 min 48 s     |

### Classements annexes
| Classement par points | Classement par points | Classement par points | Classement par points        | Classement par points |
| Coureur               | Coureur               | Pays                  | Équipe                       | Points                |
| --------------------- | --------------------- | --------------------- | ---------------------------- | --------------------- |
| 1er                   | Romain Bardet         | France                | AG2R La Mondiale             | 43 pts                |
| 2e                    | Wout Poels            | Pays-Bas              | Vacansoleil-DCM              | 41 pts                |
| 3e                    | Luis León Sánchez     | Espagne               | Belkin                       | 37 pts                |
| 4e                    | Fabio Felline         | Italie                | Androni Giocattoli-Venezuela | 34 pts                |
| 5e                    | Yannick Martinez      | France                | La Pomme Marseille           | 34 pts                |
| 6e                    | John Gadret           | France                | AG2R La Mondiale             | 30 pts                |
| 7e                    | Dries Devenyns        | Belgique              | Omega Pharma-Quick Step      | 28 pts                |
| 8e                    | Pieter Serry          | Belgique              | Omega Pharma-Quick Step      | 28 pts                |
| 9e                    | Grega Bole            | Slovénie              | Vacansoleil-DCM              | 27 pts                |
| 10e                   | Sébastien Reichenbach | Suisse                | IAM Cycling                  | 26 pts                |

| Classement par points | Classement par points | Classement par points | Classement par points        | Classement par points |
| Coureur               | Coureur               | Pays                  | Équipe                       | Points                |
| --------------------- | --------------------- | --------------------- | ---------------------------- | --------------------- |
| 1er                   | Romain Bardet         | France                | AG2R La Mondiale             | 43 pts                |
| 2e                    | Wout Poels            | Pays-Bas              | Vacansoleil-DCM              | 41 pts                |
| 3e                    | Luis León Sánchez     | Espagne               | Belkin                       | 37 pts                |
| 4e                    | Fabio Felline         | Italie                | Androni Giocattoli-Venezuela | 34 pts                |
| 5e                    | Yannick Martinez      | France                | La Pomme Marseille           | 34 pts                |
| 6e                    | John Gadret           | France                | AG2R La Mondiale             | 30 pts                |
| 7e                    | Dries Devenyns        | Belgique              | Omega Pharma-Quick Step      | 28 pts                |
| 8e                    | Pieter Serry          | Belgique              | Omega Pharma-Quick Step      | 28 pts                |
| 9e                    | Grega Bole            | Slovénie              | Vacansoleil-DCM              | 27 pts                |
| 10e                   | Sébastien Reichenbach | Suisse                | IAM Cycling                  | 26 pts                |

| Classement de la montagne | Classement de la montagne | Classement de la montagne | Classement de la montagne | Classement de la montagne |
| Coureur                   | Coureur                   | Pays                      | Équipe                    | Points                    |
| ------------------------- | ------------------------- | ------------------------- | ------------------------- | ------------------------- |
| 1er                       | Matthias Brändle          | Autriche                  | IAM Cycling               | 35 pts                    |
| 2e                        | Steven Kruijswijk         | Pays-Bas                  | Belkin                    | 27 pts                    |
| 3e                        | Hubert Dupont             | France                    | AG2R La Mondiale          | 22 pts                    |
| 4e                        | Bert-Jan Lindeman         | Pays-Bas                  | Vacansoleil-DCM           | 20 pts                    |
| 5e                        | Sébastien Reichenbach     | Suisse                    | IAM Cycling               | 20 pts                    |
| 6e                        | Kenny Elissonde           | France                    | FDJ.fr                    | 15 pts                    |
| 7e                        | Antoine Lavieu            | France                    | La Pomme Marseille        | 14 pts                    |
| 8e                        | Romain Bardet             | France                    | AG2R La Mondiale          | 13 pts                    |
| 9e                        | Thibaut Pinot             | France                    | FDJ.fr                    | 10 pts                    |
| 10e                       | Darwin Atapuma            | Colombie                  | Colombia                  | 10 pts                    |

| Classement de la montagne | Classement de la montagne | Classement de la montagne | Classement de la montagne | Classement de la montagne |
| Coureur                   | Coureur                   | Pays                      | Équipe                    | Points                    |
| ------------------------- | ------------------------- | ------------------------- | ------------------------- | ------------------------- |
| 1er                       | Matthias Brändle          | Autriche                  | IAM Cycling               | 35 pts                    |
| 2e                        | Steven Kruijswijk         | Pays-Bas                  | Belkin                    | 27 pts                    |
| 3e                        | Hubert Dupont             | France                    | AG2R La Mondiale          | 22 pts                    |
| 4e                        | Bert-Jan Lindeman         | Pays-Bas                  | Vacansoleil-DCM           | 20 pts                    |
| 5e                        | Sébastien Reichenbach     | Suisse                    | IAM Cycling               | 20 pts                    |
| 6e                        | Kenny Elissonde           | France                    | FDJ.fr                    | 15 pts                    |
| 7e                        | Antoine Lavieu            | France                    | La Pomme Marseille        | 14 pts                    |
| 8e                        | Romain Bardet             | France                    | AG2R La Mondiale          | 13 pts                    |
| 9e                        | Thibaut Pinot             | France                    | FDJ.fr                    | 10 pts                    |
| 10e                       | Darwin Atapuma            | Colombie                  | Colombia                  | 10 pts                    |

| Classement du meilleur jeune | Classement du meilleur jeune | Classement du meilleur jeune | Classement du meilleur jeune | Classement du meilleur jeune |
| Coureur                      | Coureur                      | Pays                         | Équipe                       | Temps                        |
| ---------------------------- | ---------------------------- | ---------------------------- | ---------------------------- | ---------------------------- |
| 1er                          | Kenny Elissonde              | France                       | FDJ.fr                       | 14 h 11 min 22 s             |
| 2e                           | Clément Chevrier             | France                       | France espoirs               | + 5 min 46 s                 |
| 3e                           | Merhawi Kudus                | Érythrée                     | Bretagne-Séché Environnement | + 6 min 24 s                 |
| 4e                           | Heiner Parra                 | Colombie                     | 472-Colombia                 | + 9 min 36 s                 |
| 5e                           | Grégoire Tarride             | France                       | La Pomme Marseille           | + 9 min 47 s                 |
| 6e                           | Natnael Berhane              | Érythrée                     | Team Europcar                | + 12 min 53 s                |
| 7e                           | Guillaume Martin             | France                       | France espoirs               | + 14 min 28 s                |
| 8e                           | Ever Rivera                  | Colombie                     | 472-Colombia                 | + 14 min 49 s                |
| 9e                           | Dylan van Baarle             | Pays-Bas                     | Rabobank Development         | + 17 min 21 s                |
| 10e                          | Martijn Tusveld              | Pays-Bas                     | Rabobank Development         | + 17 min 24 s                |

| Classement du meilleur jeune | Classement du meilleur jeune | Classement du meilleur jeune | Classement du meilleur jeune | Classement du meilleur jeune |
| Coureur                      | Coureur                      | Pays                         | Équipe                       | Temps                        |
| ---------------------------- | ---------------------------- | ---------------------------- | ---------------------------- | ---------------------------- |
| 1er                          | Kenny Elissonde              | France                       | FDJ.fr                       | 14 h 11 min 22 s             |
| 2e                           | Clément Chevrier             | France                       | France espoirs               | + 5 min 46 s                 |
| 3e                           | Merhawi Kudus                | Érythrée                     | Bretagne-Séché Environnement | + 6 min 24 s                 |
| 4e                           | Heiner Parra                 | Colombie                     | 472-Colombia                 | + 9 min 36 s                 |
| 5e                           | Grégoire Tarride             | France                       | La Pomme Marseille           | + 9 min 47 s                 |
| 6e                           | Natnael Berhane              | Érythrée                     | Team Europcar                | + 12 min 53 s                |
| 7e                           | Guillaume Martin             | France                       | France espoirs               | + 14 min 28 s                |
| 8e                           | Ever Rivera                  | Colombie                     | 472-Colombia                 | + 14 min 49 s                |
| 9e                           | Dylan van Baarle             | Pays-Bas                     | Rabobank Development         | + 17 min 21 s                |
| 10e                          | Martijn Tusveld              | Pays-Bas                     | Rabobank Development         | + 17 min 24 s                |

| Classement par équipes | Classement par équipes  | Classement par équipes | Classement par équipes |
| Équipe                 | Équipe                  | Pays                   | Temps                  |
| ---------------------- | ----------------------- | ---------------------- | ---------------------- |
| 1re                    | Belkin                  | Pays-Bas               | 42 h 37 min 34 s       |
| 2e                     | AG2R La Mondiale        | France                 | + 1 min 27 s           |
| 3e                     | BigMat-Auber 93         | France                 | + 20 min 08 s          |
| 4e                     | Saxo-Tinkoff            | Danemark               | + 20 min 13 s          |
| 5e                     | Omega Pharma-Quick Step | Belgique               | + 25 min 22 s          |
| 6e                     | FDJ.fr                  | France                 | + 26 min 24 s          |
| 7e                     | Garmin Sharp            | États-Unis             | + 33 min 17 s          |
| 8e                     | Colombia                | Colombie               | + 33 min 52 s          |
| 9e                     | Vacansoleil-DCM         | Pays-Bas               | + 34 min 39 s          |
| 10e                    | La Pomme Marseille      | France                 | + 39 min 36 s          |

| Classement par équipes | Classement par équipes  | Classement par équipes | Classement par équipes |
| Équipe                 | Équipe                  | Pays                   | Temps                  |
| ---------------------- | ----------------------- | ---------------------- | ---------------------- |
| 1re                    | Belkin                  | Pays-Bas               | 42 h 37 min 34 s       |
| 2e                     | AG2R La Mondiale        | France                 | + 1 min 27 s           |
| 3e                     | BigMat-Auber 93         | France                 | + 20 min 08 s          |
| 4e                     | Saxo-Tinkoff            | Danemark               | + 20 min 13 s          |
| 5e                     | Omega Pharma-Quick Step | Belgique               | + 25 min 22 s          |
| 6e                     | FDJ.fr                  | France                 | + 26 min 24 s          |
| 7e                     | Garmin Sharp            | États-Unis             | + 33 min 17 s          |
| 8e                     | Colombia                | Colombie               | + 33 min 52 s          |
| 9e                     | Vacansoleil-DCM         | Pays-Bas               | + 34 min 39 s          |
| 10e                    | La Pomme Marseille      | France                 | + 39 min 36 s          |

## Évolution des classements
| Étape              |                             | Vainqueur _       | Classement général | Classement par points | Meilleur grimpeur | Meilleur jeune   | Meilleure équipe        |
| ------------------ | --------------------------- | ----------------- | ------------------ | --------------------- | ----------------- | ---------------- | ----------------------- |
| Prologue           | contre-la-montre individuel | Gianni Meersman   | Gianni Meersman    | Gianni Meersman       | Gianni Meersman   | Dylan van Baarle | Omega Pharma-Quick Step |
| 1re étape          |                             | Leonardo Duque    | Gianni Meersman    | Leonardo Duque        | Cyrille Patoux    | Dylan van Baarle | Omega Pharma-Quick Step |
| 2e étape           |                             | Grega Bole        | Fabio Felline      | Fabio Felline         | Bert-Jan Lindeman | Natnael Berhane  | Belkin                  |
| 3e étape           |                             | Luis León Sánchez | Tom-Jelte Slagter  | Fabio Felline         | Steven Kruijswijk | Kenny Elissonde  | Belkin                  |
| 4e étape           |                             | Wout Poels        | Romain Bardet      | Romain Bardet         | Matthias Brändle  | Kenny Elissonde  | Belkin                  |
| Classements finals | Classements finals          |                   | Romain Bardet      | Romain Bardet         | Matthias Brändle  | Kenny Elissonde  | Belkin                  |

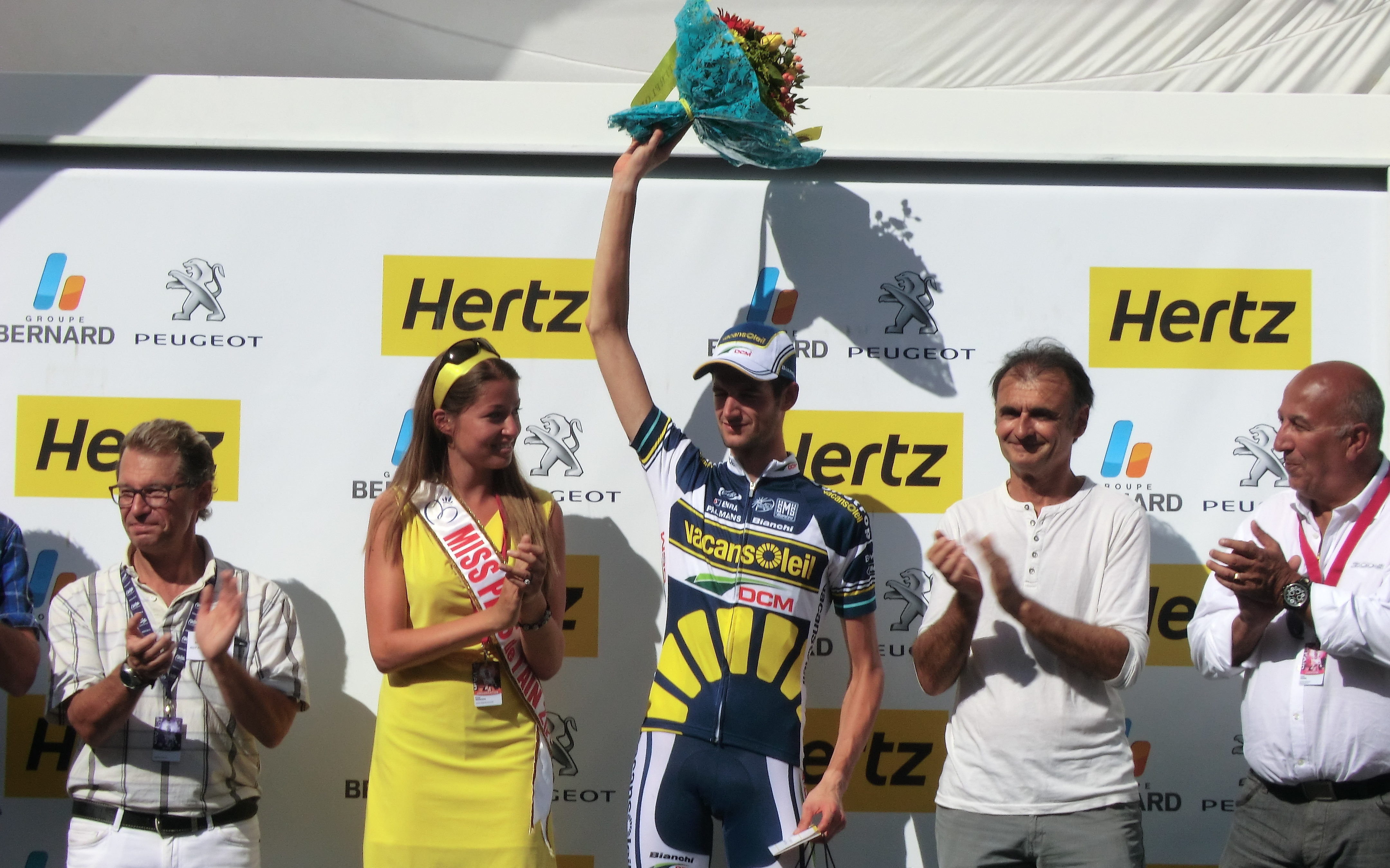
Wout Poels, vainqueur de la quatrième étape.
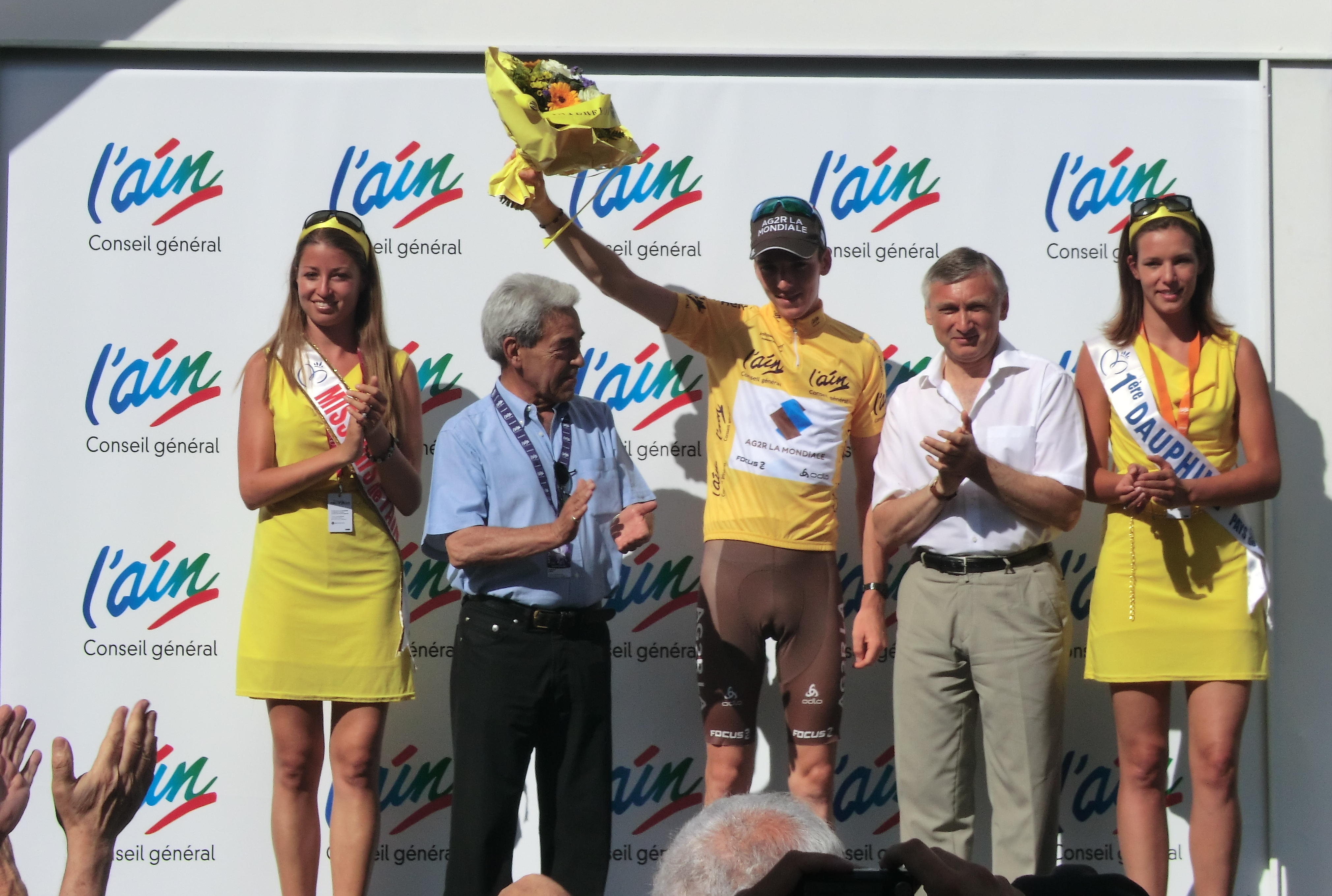
Romain Bardet, classement général final.
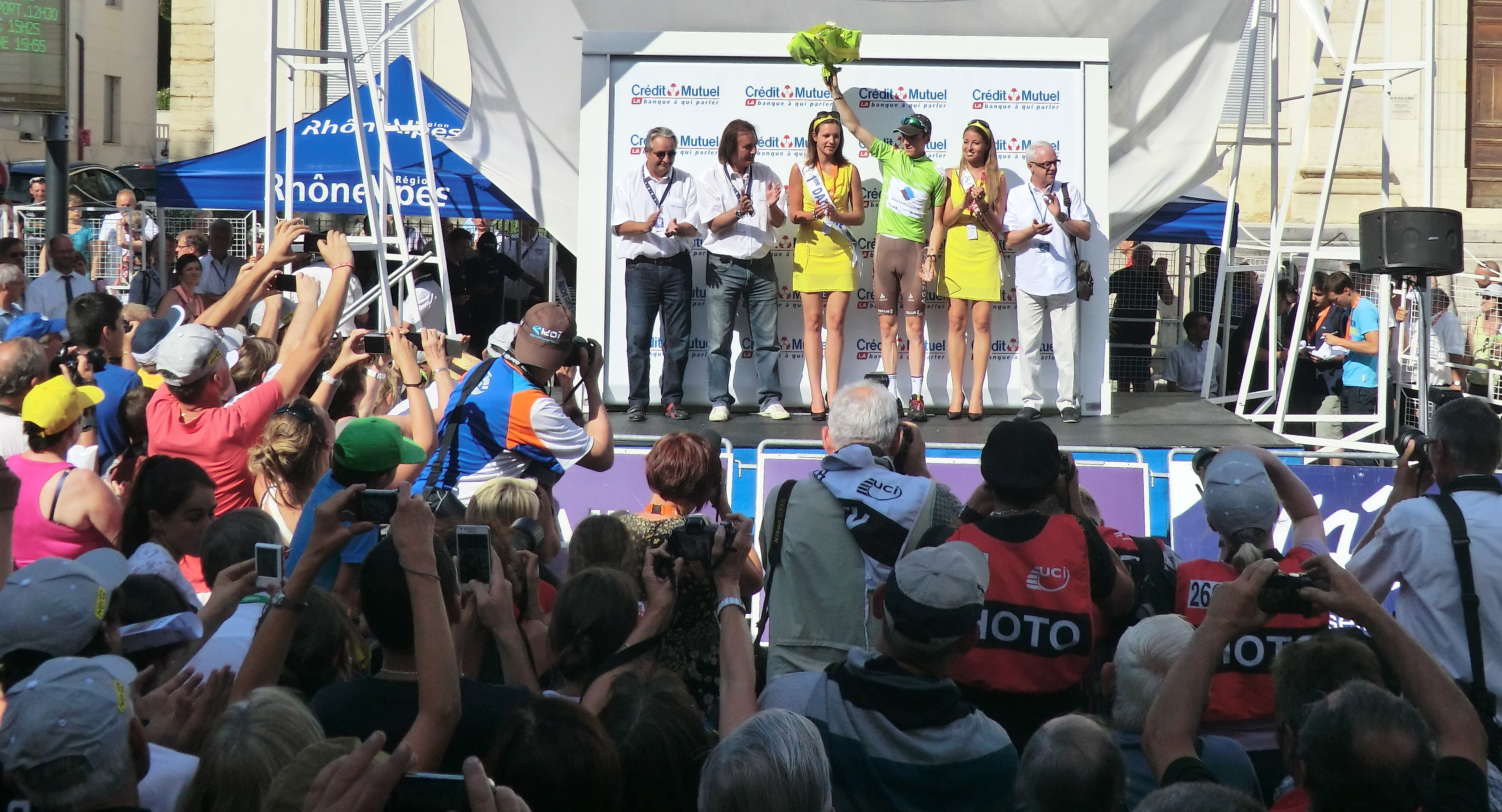
Romain Bardet, classement par points.
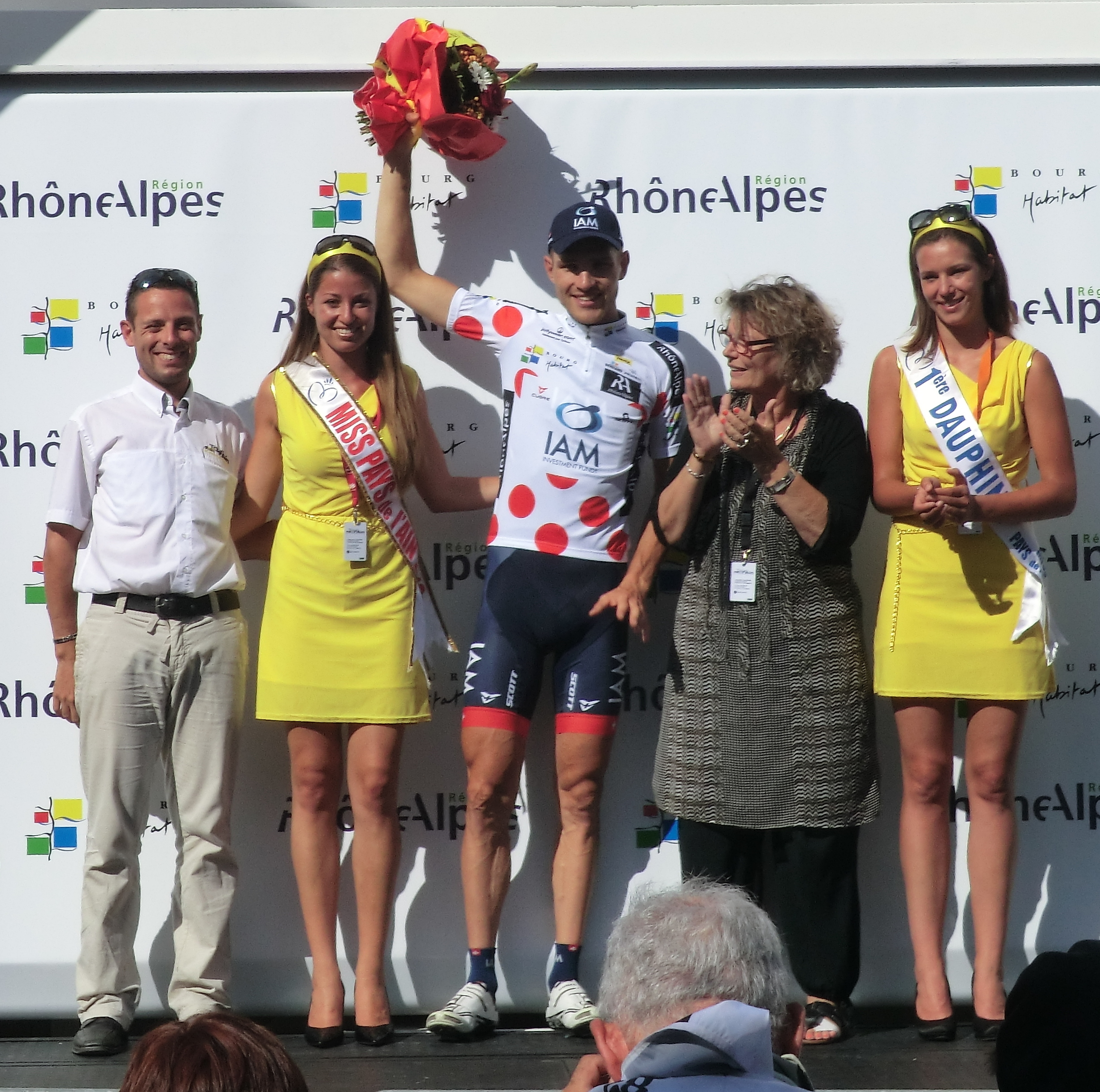
Matthias Brändle, meilleur grimpeur.
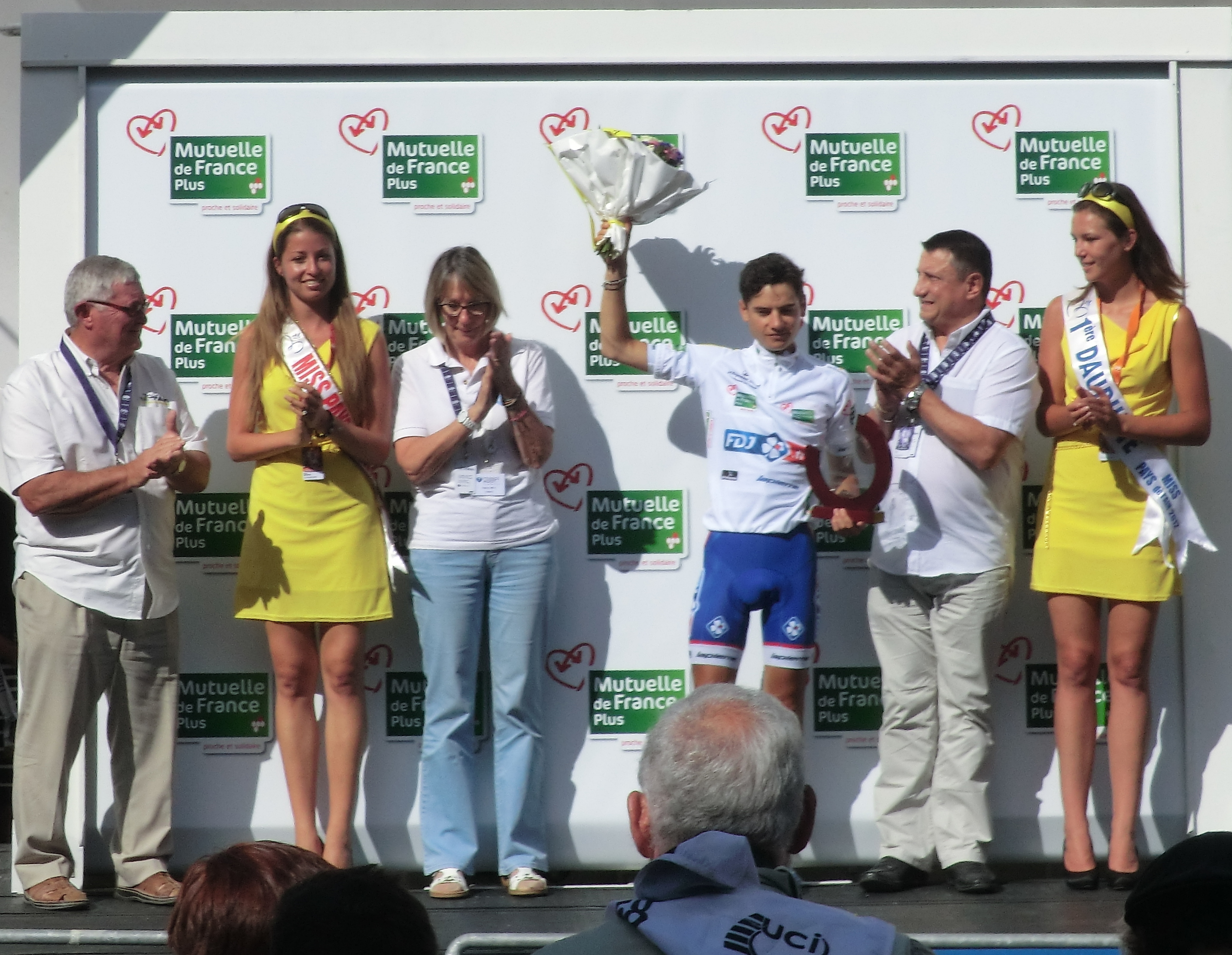
Kenny Elissonde, meilleur jeune.
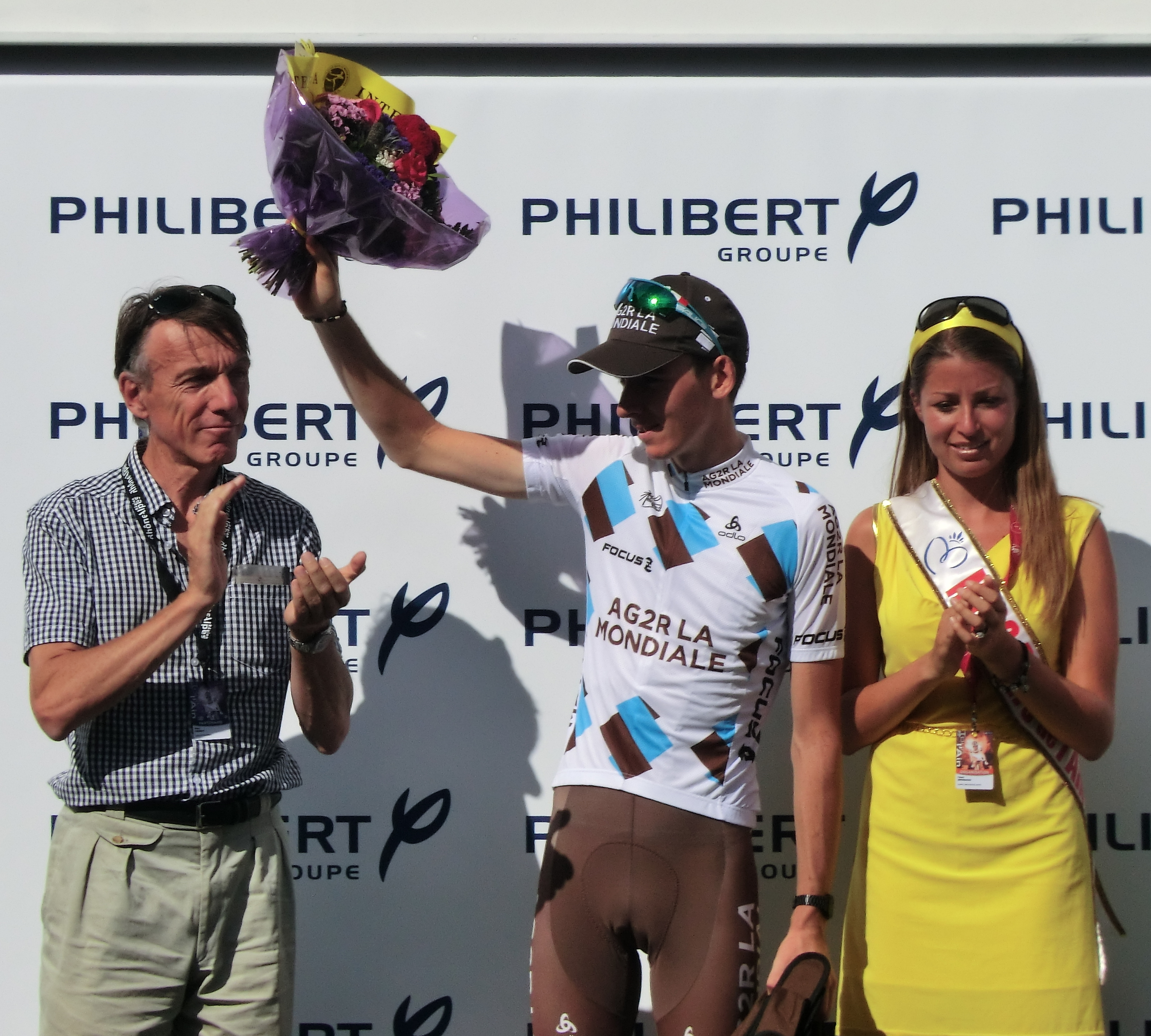
Romain Bardet, super combatif de la compétition.

## Liste des participants
| Légende                             | Légende                                                                                                  | Légende                                | Légende                                                                                                  |
| ----------------------------------- | --- | -------------------------------------- | --- |
| Num                                 | Dossard de départ porté par le coureur sur ce Tour de l'Ain                                              | Pos                                    | Position finale au classement général                                                                    |
| Leader du classement général        | Indique le vainqueur du classement général                                                               | Leader du classement par points        | Indique le vainqueur du classement par points                                                            |
| Leader du classement de la montagne | Indique le vainqueur du classement de la montagne                                                        | Leader du classement du meilleur jeune | Indique le vainqueur du classement du meilleur jeune                                                     |
|                                     | Indique un maillot de champion national ou mondial, suivi de sa spécialité                               | #                                      | Indique la meilleure équipe                                                                              |
| NP                                  | Indique un coureur qui n'a pas pris le départ d'une étape, suivi du numéro de l'étape où il s'est retiré | AB                                     | Indique un coureur qui n'a pas terminé une étape, suivi du numéro de l'étape où il s'est retiré          |
| HD                                  | Indique un coureur qui a terminé une étape hors des délais, suivi du numéro de l'étape                   | *                                      | Indique un coureur en lice pour le classement du meilleur jeune (coureurs nés après le 1er janvier 1988) |

| FDJ.fr FDJ | FDJ.fr FDJ            | FDJ.fr FDJ |
| ---------- | --------------------- | ---------- |
| Num        | Coureur               | Pos        |
| 1          | Kenny Elissonde (FRA) | 7e         |
| 2          | Laurent Mangel (FRA)  | AB-4       |
| 3          | Francis Mourey (FRA)  | 81e        |
| 4          | Thibaut Pinot (FRA)   | 6e         |
| 5          | Geoffrey Soupe (FRA)  | 76e        |
| 6          | Nacer Bouhanni (FRA)  | AB-4       |

| Garmin-Sharp GRS | Garmin-Sharp GRS      | Garmin-Sharp GRS |
| ---------------- | --------------------- | ---------------- |
| Num              | Coureur               | Pos              |
| 11               | Jacob Rathe (USA)     | 75e              |
| 12               | Caleb Fairly (USA)    | 38e              |
| 13               | Nathan Haas (AUS)     | 71e              |
| 14               | Alex Howes (USA)      | 12e              |
| 15               | Steele Von Hoff (AUS) | 98e              |
| 16               | Fabian Wegmann (GER)  | 33e              |

| Vacansoleil-DCM VCD | Vacansoleil-DCM VCD     | Vacansoleil-DCM VCD |
| ------------------- | ----------------------- | ------------------- |
| Num                 | Coureur                 | Pos                 |
| 21                  | Romain Feillu (FRA)     | 85e                 |
| 22                  | Grega Bole (SLO)        | 53e                 |
| 23                  | Sergueï Lagoutine (UZB) | 56e                 |
| 24                  | Martijn Keizer (NED)    | 63e                 |
| 25                  | Wout Poels (NED)        | 8e                  |
| 26                  | Bert-Jan Lindeman (NED) | 79e                 |

| Cofidis, Solutions Crédits COF | Cofidis, Solutions Crédits COF | Cofidis, Solutions Crédits COF |
| ------------------------------ | ------------------------------ | ------------------------------ |
| Num                            | Coureur                        | Pos                            |
| 31                             | Yoann Bagot (FRA)              | 24e                            |
| 32                             | Cyril Bessy (FRA)              | 86e                            |
| 33                             | Julien Fouchard (FRA)          | 68e                            |
| 34                             | Jérôme Coppel (FRA)            | 32e                            |
| 35                             | Adrien Petit (FRA)             | 99e                            |
| 36                             | Nico Sijmens (BEL)             | 88e                            |

| Team Europcar EUC | Team Europcar EUC      | Team Europcar EUC |
| ----------------- | ---------------------- | ----------------- |
| Num               | Coureur                | Pos               |
| 41                | Pierre Rolland (FRA)   | 15e               |
| 42                | Natnael Berhane (ERI)  | 25e               |
| 43                | Alexandre Pichot (FRA) | 92e               |
| 44                | Perrig Quéméneur (FRA) | 70e               |
| 45                | Anthony Charteau (FRA) | AB-3              |
| 46                | Bryan Coquard (FRA)    | 91e               |

| Omega Pharma-Quick Step OPQ | Omega Pharma-Quick Step OPQ | Omega Pharma-Quick Step OPQ |
| --------------------------- | --------------------------- | --------------------------- |
| Num                         | Coureur                     | Pos                         |
| 51                          | Andrew Fenn (GBR)           | 95e                         |
| 52                          | Dries Devenyns (BEL)        | 10e                         |
| 53                          | Nikolas Maes (BEL)          | 84e                         |
| 54                          | Gianni Meersman (BEL)       | NP-4                        |
| 55                          | Pieter Serry (BEL)          | 11e                         |
| 56                          | Carlos Verona (ESP)         | 57e                         |

| Sojasun SOJ | Sojasun SOJ              | Sojasun SOJ |
| ----------- | ------------------------ | ----------- |
| Num         | Coureur                  | Pos         |
| 61          | Brice Feillu (FRA)       | 101e        |
| 62          | Jérémie Galland (FRA)    | 62e         |
| 63          | Christophe Laborie (FRA) | 83e         |
| 64          | David Le Lay (FRA)       | 43e         |
| 65          | Rémi Pauriol (FRA)       | 97e         |
| 66          | Alexis Vuillermoz (FRA)  | 14e         |

| Bretagne-Séché Environnement BSE | Bretagne-Séché Environnement BSE | Bretagne-Séché Environnement BSE |
| -------------------------------- | -------------------------------- | -------------------------------- |
| Num                              | Coureur                          | Pos                              |
| 71                               | Gaël Malacarne (FRA)             | 61e                              |
| 72                               | Arnaud Gérard (FRA)              | 44e                              |
| 73                               | Geoffroy Lequatre (FRA)          | 66e                              |
| 74                               | Pierre-Luc Périchon (FRA)        | 74e                              |
| 75                               | Merhawi Kudus (ERI)              | 17e                              |
| 76                               | Florian Vachon (FRA)             | NP-2                             |

| France espoirs FRA | France espoirs FRA       | France espoirs FRA |
| ------------------ | ------------------------ | ------------------ |
| Num                | Coureur                  | Pos                |
| 81                 | Julian Alaphilippe       | 80e                |
| 82                 | Pierre-Henri Lecuisinier | 64e                |
| 83                 | Clément Chevrier         | 16e                |
| 84                 | Romain Guillemois        | 89e                |
| 85                 | Guillaume Martin         | 28e                |
| 86                 | Alexis Guérin            | 78e                |

| AG2R La Mondiale ALM | AG2R La Mondiale ALM      | AG2R La Mondiale ALM |
| -------------------- | ------------------------- | -------------------- |
| Num                  | Coureur                   | Pos                  |
| 91                   | Romain Bardet (FRA)       | 1er                  |
| 92                   | Julien Bérard (FRA)       | 60e                  |
| 93                   | Guillaume Bonnafond (FRA) | AB-4                 |
| 94                   | Samuel Dumoulin (FRA)     | 87e                  |
| 95                   | John Gadret (FRA)         | 3e                   |
| 96                   | Hubert Dupont (FRA)       | 18e                  |

| Rabobank Development RDT | Rabobank Development RDT | Rabobank Development RDT |
| ------------------------ | ------------------------ | ------------------------ |
| Num                      | Coureur                  | Pos                      |
| 101                      | Emiel Dolfsma (NED)      | 45e                      |
| 102                      | Dylan van Baarle (NED)   | 35e                      |
| 103                      | Rick Zabel (GER)         | 72e                      |
| 104                      | Martijn Tusveld (NED)    | 36e                      |
| 105                      | Lars van der Haar (NED)  | 55e                      |
| 106                      | Niels Wubben (NED)       | 54e                      |

| Saxo-Tinkoff TST | Saxo-Tinkoff TST       | Saxo-Tinkoff TST |
| ---------------- | ---------------------- | ---------------- |
| Num              | Coureur                | Pos              |
| 111              | Sérgio Paulinho (POR)  | 37e              |
| 112              | Anders Lund (DEN)      | HD-3             |
| 113              | Bruno Pires (POR)      | 13e              |
| 114              | Evgueni Petrov (RUS)   | 77e              |
| 115              | Mads Christensen (DEN) | 20e              |
| 116              | Nicki Sørensen (DEN)   | 48e              |

| Belkin BEL | Belkin BEL               | Belkin BEL |
| ---------- | ------------------------ | ---------- |
| Num        | Coureur                  | Pos        |
| 121        | Stef Clement (NED)       | 42e        |
| 122        | Juan Manuel Gárate (ESP) | AB-4       |
| 123        | Marc Goos (NED)          | 39e        |
| 124        | Steven Kruijswijk (NED)  | 26e        |
| 125        | Luis León Sánchez (ESP)  | 2e         |
| 126        | Tom-Jelte Slagter (NED)  | 9e         |

| BigMat-Auber 93 BIG | BigMat-Auber 93 BIG     | BigMat-Auber 93 BIG |
| ------------------- | ----------------------- | ------------------- |
| Num                 | Coureur                 | Pos                 |
| 131                 | Dimitri Le Boulch (FRA) | AB-3                |
| 132                 | Guillaume Faucon (FRA)  | 27e                 |
| 133                 | Théo Vimpère (FRA)      | 21e                 |
| 134                 | Alexandre Billon (FRA)  | AB-3                |
| 135                 | Steven Tronet (FRA)     | AB-4                |
| 136                 | Stéphane Rossetto (FRA) | 5e                  |

| Roubaix Lille Métropole RLM | Roubaix Lille Métropole RLM | Roubaix Lille Métropole RLM |
| --------------------------- | --------------------------- | --------------------------- |
| Num                         | Coureur                     | Pos                         |
| 141                         | Matthieu Boulo (FRA)        | 19e                         |
| 142                         | Loïc Desriac (FRA)          | 58e                         |
| 143                         | Rudy Kowalski (FRA)         | 96e                         |
| 144                         | Cyrille Patoux (FRA)        | 93e                         |
| 145                         | Franck Vermeulen (FRA)      | 94e                         |
| 146                         | Rudy Barbier (FRA)          | AB-3                        |

| La Pomme Marseille LPM | La Pomme Marseille LPM  | La Pomme Marseille LPM |
| ---------------------- | ----------------------- | ---------------------- |
| Num                    | Coureur                 | Pos                    |
| 151                    | Julien Antomarchi (FRA) | HD-3                   |
| 152                    | José Gonçalves (POR)    | 73e                    |
| 153                    | Yannick Martinez (FRA)  | 59e                    |
| 154                    | Antoine Lavieu (FRA)    | 50e                    |
| 155                    | Yoann Paillot (FRA)     | 47e                    |
| 156                    | Grégoire Tarride (FRA)  | 23e                    |

| IAM Cycling IAM | IAM Cycling IAM             | IAM Cycling IAM |
| --------------- | --------------------------- | --------------- |
| Num             | Coureur                     | Pos             |
| 161             | Marco Bandiera (ITA)        | 100e            |
| 162             | Matthias Brändle (AUT)      | 67e             |
| 163             | Rémi Cusin (FRA)            | AB-3            |
| 164             | Kevyn Ista (BEL)            | 52e             |
| 165             | Sébastien Reichenbach (SUI) | 4e              |
| 166             | Johann Tschopp (SUI)        | AB-3            |

| Colombia COL | Colombia COL                 | Colombia COL |
| ------------ | ---------------------------- | ------------ |
| Num          | Coureur                      | Pos          |
| 171          | Darwin Atapuma (COL)         | 49e          |
| 172          | Marco Corti (ITA)            | AB-1         |
| 173          | Leonardo Duque (COL)         | AB-4         |
| 174          | Wilson Marentes (COL)        | 90e          |
| 175          | Carlos Julián Quintero (COL) | 51e          |
| 176          | Juan Pablo Suárez (COL)      | 82e          |

| Androni Giocattoli-Venezuela AND | Androni Giocattoli-Venezuela AND | Androni Giocattoli-Venezuela AND |
| -------------------------------- | -------------------------------- | -------------------------------- |
| Num                              | Coureur                          | Pos                              |
| 181                              | Franco Pellizotti (ITA)          | 31e                              |
| 182                              | Fabio Felline (ITA)              | 34e                              |
| 183                              | Diego Rosa (ITA)                 | 69e                              |
| 184                              | Riccardo Chiarini (ITA)          | 46e                              |
| 185                              | Marco Frapporti (ITA)            | 65e                              |
| 186                              | Emanuele Sella (ITA)             | 30e                              |

| 472-Colombia CO4 | 472-Colombia CO4            | 472-Colombia CO4 |
| ---------------- | --------------------------- | ---------------- |
| Num              | Coureur                     | Pos              |
| 191              | Fernando Orjuela (COL)      | AB-3             |
| 192              | Diego Ochoa (COL)           | 41e              |
| 193              | Juan Diego Quintero (COL)   | 102e             |
| 194              | Juan Ernesto Chamorro (COL) | 40e              |
| 195              | Ever Rivera (COL)           | 29e              |
| 196              | Heiner Parra (COL)          | 22e              |

| FDJ.fr FDJ | FDJ.fr FDJ            | FDJ.fr FDJ |
| ---------- | --------------------- | ---------- |
| Num        | Coureur               | Pos        |
| 1          | Kenny Elissonde (FRA) | 7e         |
| 2          | Laurent Mangel (FRA)  | AB-4       |
| 3          | Francis Mourey (FRA)  | 81e        |
| 4          | Thibaut Pinot (FRA)   | 6e         |
| 5          | Geoffrey Soupe (FRA)  | 76e        |
| 6          | Nacer Bouhanni (FRA)  | AB-4       |

| Garmin-Sharp GRS | Garmin-Sharp GRS      | Garmin-Sharp GRS |
| ---------------- | --------------------- | ---------------- |
| Num              | Coureur               | Pos              |
| 11               | Jacob Rathe (USA)     | 75e              |
| 12               | Caleb Fairly (USA)    | 38e              |
| 13               | Nathan Haas (AUS)     | 71e              |
| 14               | Alex Howes (USA)      | 12e              |
| 15               | Steele Von Hoff (AUS) | 98e              |
| 16               | Fabian Wegmann (GER)  | 33e              |

| Vacansoleil-DCM VCD | Vacansoleil-DCM VCD     | Vacansoleil-DCM VCD |
| ------------------- | ----------------------- | ------------------- |
| Num                 | Coureur                 | Pos                 |
| 21                  | Romain Feillu (FRA)     | 85e                 |
| 22                  | Grega Bole (SLO)        | 53e                 |
| 23                  | Sergueï Lagoutine (UZB) | 56e                 |
| 24                  | Martijn Keizer (NED)    | 63e                 |
| 25                  | Wout Poels (NED)        | 8e                  |
| 26                  | Bert-Jan Lindeman (NED) | 79e                 |

| Cofidis, Solutions Crédits COF | Cofidis, Solutions Crédits COF | Cofidis, Solutions Crédits COF |
| ------------------------------ | ------------------------------ | ------------------------------ |
| Num                            | Coureur                        | Pos                            |
| 31                             | Yoann Bagot (FRA)              | 24e                            |
| 32                             | Cyril Bessy (FRA)              | 86e                            |
| 33                             | Julien Fouchard (FRA)          | 68e                            |
| 34                             | Jérôme Coppel (FRA)            | 32e                            |
| 35                             | Adrien Petit (FRA)             | 99e                            |
| 36                             | Nico Sijmens (BEL)             | 88e                            |

| Team Europcar EUC | Team Europcar EUC      | Team Europcar EUC |
| ----------------- | ---------------------- | ----------------- |
| Num               | Coureur                | Pos               |
| 41                | Pierre Rolland (FRA)   | 15e               |
| 42                | Natnael Berhane (ERI)  | 25e               |
| 43                | Alexandre Pichot (FRA) | 92e               |
| 44                | Perrig Quéméneur (FRA) | 70e               |
| 45                | Anthony Charteau (FRA) | AB-3              |
| 46                | Bryan Coquard (FRA)    | 91e               |

| Omega Pharma-Quick Step OPQ | Omega Pharma-Quick Step OPQ | Omega Pharma-Quick Step OPQ |
| --------------------------- | --------------------------- | --------------------------- |
| Num                         | Coureur                     | Pos                         |
| 51                          | Andrew Fenn (GBR)           | 95e                         |
| 52                          | Dries Devenyns (BEL)        | 10e                         |
| 53                          | Nikolas Maes (BEL)          | 84e                         |
| 54                          | Gianni Meersman (BEL)       | NP-4                        |
| 55                          | Pieter Serry (BEL)          | 11e                         |
| 56                          | Carlos Verona (ESP)         | 57e                         |

| Sojasun SOJ | Sojasun SOJ              | Sojasun SOJ |
| ----------- | ------------------------ | ----------- |
| Num         | Coureur                  | Pos         |
| 61          | Brice Feillu (FRA)       | 101e        |
| 62          | Jérémie Galland (FRA)    | 62e         |
| 63          | Christophe Laborie (FRA) | 83e         |
| 64          | David Le Lay (FRA)       | 43e         |
| 65          | Rémi Pauriol (FRA)       | 97e         |
| 66          | Alexis Vuillermoz (FRA)  | 14e         |

| Bretagne-Séché Environnement BSE | Bretagne-Séché Environnement BSE | Bretagne-Séché Environnement BSE |
| -------------------------------- | -------------------------------- | -------------------------------- |
| Num                              | Coureur                          | Pos                              |
| 71                               | Gaël Malacarne (FRA)             | 61e                              |
| 72                               | Arnaud Gérard (FRA)              | 44e                              |
| 73                               | Geoffroy Lequatre (FRA)          | 66e                              |
| 74                               | Pierre-Luc Périchon (FRA)        | 74e                              |
| 75                               | Merhawi Kudus (ERI)              | 17e                              |
| 76                               | Florian Vachon (FRA)             | NP-2                             |

| France espoirs FRA | France espoirs FRA       | France espoirs FRA |
| ------------------ | ------------------------ | ------------------ |
| Num                | Coureur                  | Pos                |
| 81                 | Julian Alaphilippe       | 80e                |
| 82                 | Pierre-Henri Lecuisinier | 64e                |
| 83                 | Clément Chevrier         | 16e                |
| 84                 | Romain Guillemois        | 89e                |
| 85                 | Guillaume Martin         | 28e                |
| 86                 | Alexis Guérin            | 78e                |

| AG2R La Mondiale ALM | AG2R La Mondiale ALM      | AG2R La Mondiale ALM |
| -------------------- | ------------------------- | -------------------- |
| Num                  | Coureur                   | Pos                  |
| 91                   | Romain Bardet (FRA)       | 1er                  |
| 92                   | Julien Bérard (FRA)       | 60e                  |
| 93                   | Guillaume Bonnafond (FRA) | AB-4                 |
| 94                   | Samuel Dumoulin (FRA)     | 87e                  |
| 95                   | John Gadret (FRA)         | 3e                   |
| 96                   | Hubert Dupont (FRA)       | 18e                  |

| Rabobank Development RDT | Rabobank Development RDT | Rabobank Development RDT |
| ------------------------ | ------------------------ | ------------------------ |
| Num                      | Coureur                  | Pos                      |
| 101                      | Emiel Dolfsma (NED)      | 45e                      |
| 102                      | Dylan van Baarle (NED)   | 35e                      |
| 103                      | Rick Zabel (GER)         | 72e                      |
| 104                      | Martijn Tusveld (NED)    | 36e                      |
| 105                      | Lars van der Haar (NED)  | 55e                      |
| 106                      | Niels Wubben (NED)       | 54e                      |

| Saxo-Tinkoff TST | Saxo-Tinkoff TST       | Saxo-Tinkoff TST |
| ---------------- | ---------------------- | ---------------- |
| Num              | Coureur                | Pos              |
| 111              | Sérgio Paulinho (POR)  | 37e              |
| 112              | Anders Lund (DEN)      | HD-3             |
| 113              | Bruno Pires (POR)      | 13e              |
| 114              | Evgueni Petrov (RUS)   | 77e              |
| 115              | Mads Christensen (DEN) | 20e              |
| 116              | Nicki Sørensen (DEN)   | 48e              |

| Belkin BEL | Belkin BEL               | Belkin BEL |
| ---------- | ------------------------ | ---------- |
| Num        | Coureur                  | Pos        |
| 121        | Stef Clement (NED)       | 42e        |
| 122        | Juan Manuel Gárate (ESP) | AB-4       |
| 123        | Marc Goos (NED)          | 39e        |
| 124        | Steven Kruijswijk (NED)  | 26e        |
| 125        | Luis León Sánchez (ESP)  | 2e         |
| 126        | Tom-Jelte Slagter (NED)  | 9e         |

| BigMat-Auber 93 BIG | BigMat-Auber 93 BIG     | BigMat-Auber 93 BIG |
| ------------------- | ----------------------- | ------------------- |
| Num                 | Coureur                 | Pos                 |
| 131                 | Dimitri Le Boulch (FRA) | AB-3                |
| 132                 | Guillaume Faucon (FRA)  | 27e                 |
| 133                 | Théo Vimpère (FRA)      | 21e                 |
| 134                 | Alexandre Billon (FRA)  | AB-3                |
| 135                 | Steven Tronet (FRA)     | AB-4                |
| 136                 | Stéphane Rossetto (FRA) | 5e                  |

| Roubaix Lille Métropole RLM | Roubaix Lille Métropole RLM | Roubaix Lille Métropole RLM |
| --------------------------- | --------------------------- | --------------------------- |
| Num                         | Coureur                     | Pos                         |
| 141                         | Matthieu Boulo (FRA)        | 19e                         |
| 142                         | Loïc Desriac (FRA)          | 58e                         |
| 143                         | Rudy Kowalski (FRA)         | 96e                         |
| 144                         | Cyrille Patoux (FRA)        | 93e                         |
| 145                         | Franck Vermeulen (FRA)      | 94e                         |
| 146                         | Rudy Barbier (FRA)          | AB-3                        |

| La Pomme Marseille LPM | La Pomme Marseille LPM  | La Pomme Marseille LPM |
| ---------------------- | ----------------------- | ---------------------- |
| Num                    | Coureur                 | Pos                    |
| 151                    | Julien Antomarchi (FRA) | HD-3                   |
| 152                    | José Gonçalves (POR)    | 73e                    |
| 153                    | Yannick Martinez (FRA)  | 59e                    |
| 154                    | Antoine Lavieu (FRA)    | 50e                    |
| 155                    | Yoann Paillot (FRA)     | 47e                    |
| 156                    | Grégoire Tarride (FRA)  | 23e                    |

| IAM Cycling IAM | IAM Cycling IAM             | IAM Cycling IAM |
| --------------- | --------------------------- | --------------- |
| Num             | Coureur                     | Pos             |
| 161             | Marco Bandiera (ITA)        | 100e            |
| 162             | Matthias Brändle (AUT)      | 67e             |
| 163             | Rémi Cusin (FRA)            | AB-3            |
| 164             | Kevyn Ista (BEL)            | 52e             |
| 165             | Sébastien Reichenbach (SUI) | 4e              |
| 166             | Johann Tschopp (SUI)        | AB-3            |

| Colombia COL | Colombia COL                 | Colombia COL |
| ------------ | ---------------------------- | ------------ |
| Num          | Coureur                      | Pos          |
| 171          | Darwin Atapuma (COL)         | 49e          |
| 172          | Marco Corti (ITA)            | AB-1         |
| 173          | Leonardo Duque (COL)         | AB-4         |
| 174          | Wilson Marentes (COL)        | 90e          |
| 175          | Carlos Julián Quintero (COL) | 51e          |
| 176          | Juan Pablo Suárez (COL)      | 82e          |

| Androni Giocattoli-Venezuela AND | Androni Giocattoli-Venezuela AND | Androni Giocattoli-Venezuela AND |
| -------------------------------- | -------------------------------- | -------------------------------- |
| Num                              | Coureur                          | Pos                              |
| 181                              | Franco Pellizotti (ITA)          | 31e                              |
| 182                              | Fabio Felline (ITA)              | 34e                              |
| 183                              | Diego Rosa (ITA)                 | 69e                              |
| 184                              | Riccardo Chiarini (ITA)          | 46e                              |
| 185                              | Marco Frapporti (ITA)            | 65e                              |
| 186                              | Emanuele Sella (ITA)             | 30e                              |

| 472-Colombia CO4 | 472-Colombia CO4            | 472-Colombia CO4 |
| ---------------- | --------------------------- | ---------------- |
| Num              | Coureur                     | Pos              |
| 191              | Fernando Orjuela (COL)      | AB-3             |
| 192              | Diego Ochoa (COL)           | 41e              |
| 193              | Juan Diego Quintero (COL)   | 102e             |
| 194              | Juan Ernesto Chamorro (COL) | 40e              |
| 195              | Ever Rivera (COL)           | 29e              |
| 196              | Heiner Parra (COL)          | 22e              |